# 秋田放送
株式会社秋田放送（あきたほうそう、英: AKITA BROADCASTING SYSTEM, INCORPORATED.）は、秋田県を放送対象地域とした中波放送（AM放送）事業とテレビジョン放送事業を行っている、特定地上基幹放送事業者である。略称はABS。

## 概要
ラジオはJRN系列とNRN系列のクロスネット局で、呼出符号はJOTR。テレビは、日本テレビ系（NNN・NNS系列）に属している。テレビ放送の呼出符号はJOTR-DTV。秋田県下の民間放送局としては最初に開局した。
筆頭株主は、設立にも携わった県域紙の秋田魁新報社。2025年現在でも、ラジオ・テレビで魁新報社のクレジット付きの『さきがけ（ABS）ニュース』を放送している。テレビ放送局としては日本テレビ系列で、日本テレビホールディングスの株式を保有するという形での資本関係がある。いっぽうで、読売新聞社との資本関係はない。
1953年に「ラジオ東北」の名称でラジオ局として開局した。これは、主要株主である秋田魁新報社が、宮城県の東北放送による秋田県を含め東北各地でラジオ放送を行う動きをけん制するためといわれている。その後、テレビ放送開始によりラテ兼営となったため、1961年に社名を現在の「秋田放送」に改称。
2025年6月に専務取締役を務めた栁沼秀光が代表取締役社長に就任。
2024年度決算では、2020年3月決算以来の黒字転換を果たした。このうち、テレビ放送収入は上昇に転じたが、ラジオ放送収入は減少の一途にある。加えて、イベントなどの事業収入は改善した。
テレビ視聴率では、13年連続で2024年度も三冠王を獲得。『ABS開局70周年記念番組 花子の、はなみち。』が2024年日本民間放送連盟賞ラジオエンターテインメント番組優秀賞を、『幾月夜纏いて 羽後町・西馬音内の盆踊』が第61回ギャラクシー賞選奨を受賞した。

## 事業所
出典
- 本社：秋田県秋田市中通7丁目1番1-2号
- 県北支局：秋田県大館市字水門前75番2号 グリーンアイ長木川2階
- 県南支局：秋田県横手市平和町1番13号 大沢ビル2階
- 東京支社：東京都中央区銀座7丁目16番7号 花蝶ビル4階
- 大阪支社：大阪府大阪市北区西天満2丁目6番8号
- 仙台支社：宮城県仙台市青葉区一番町4丁目6番1号 仙台第一生命タワービルディング15階

## 資本構成
| 資本金 | 発行済株式総数 |
| ------ | -------------- |
| 1億円  | 46,000株       |

| 株主         | 株式数  | 比率   |
| ------------ | ------- | ------ |
| 秋田魁新報社 | 4,600株 | 10.00% |
| 立田聡       | 4,360株 | 09.48% |
| 栁沼秀光     | 2,215株 | 04.82% |
| 三瓶晃司     | 1,902株 | 04.13% |
| 秋田市       | 1,545株 | 03.36% |
| 秋田銀行     | 1,500株 | 03.26% |
| 工藤正直     | 1,500株 | 03.26% |
| 小畑剛       | 1,292株 | 02.81% |
| 北都銀行     | 1,126株 | 02.45% |
| 中冨一榮     | 1,000株 | 02.17% |

### 過去の資本構成
企業・団体の名称、個人の肩書は当時のもの。出典：
| 資本金      | 授権株数 |
| ----------- | -------- |
| 1億8600万円 | 3720万株 |

| 大株主       | 株式数  |
| ------------ | ------- |
| 秋田魁新報社 | 3,082株 |
| 秋田県       | 2,500株 |
| 三浦盛典     | 1,010株 |
| 秋田市       | 1,163株 |
| 辻兵吉       | 0,600株 |
| 片野重脩     | 0,600株 |

| 資本金      | 授権資本 | 1株    | 発行済株式総数 |
| ----------- | -------- | ------ | -------------- |
| 2億3000万円 | 5億円    | 5000円 | 46,000株       |

| 株主                     | 株式数  | 比率  |
| ------------------------ | ------- | ----- |
| 秋田活版印刷             | 3,890株 | 8.45% |
| 秋田県                   | 3,091株 | 6.71% |
| 秋田市                   | 1,438株 | 3.12% |
| 三浦アキ                 | 1,248株 | 2.71% |
| 中塚テイ                 | 1,171株 | 2.54% |
| 辻兵吉                   | 0,741株 | 1.61% |
| 片野重脩                 | 0,741株 | 1.61% |
| 東北電力                 | 0,667株 | 1.45% |
| 武塙林太郎               | 0,657株 | 1.42% |
| 秋田県市町村職員共済組合 | 0,649株 | 1.41% |
| 秋田銀行                 | 0,643株 | 1.39% |
| 倉田儀一                 | 0,618株 | 1.34% |
| 土肥味右衛門             | 0,618株 | 1.34% |
| 沢木元吉                 | 0,618株 | 1.34% |
| 羽後銀行                 | 0,571株 | 1.24% |
| 柴田与太郎               | 0,587株 | 1.27% |
| 秋田相互銀行             | 0,494株 | 1.07% |

| 資本金      | 授権資本 | 1株    | 発行済株式総数 | 株主数 |
| ----------- | -------- | ------ | -------------- | ------ |
| 2億3000万円 | 5億円    | 5000円 | 46,000株       | 1,364  |

| 株主                     | 株式数  | 比率  |
| ------------------------ | ------- | ----- |
| 秋田魁新報社             | 3,811株 | 8.28% |
| 秋田県                   | 3,091株 | 6.71% |
| 秋田市                   | 1,438株 | 3.12% |
| 三浦アキ                 | 1,248株 | 2.71% |
| 中塚テイ                 | 1,171株 | 2.54% |
| 工藤浩                   | 0,815株 | 1.77% |
| 辻兵吉                   | 0,741株 | 1.61% |
| 東北電力                 | 0,667株 | 1.45% |
| 土肥光子                 | 0,667株 | 1.45% |
| 武塙林太郎               | 0,657株 | 1.42% |
| 秋田県市町村職員共済組合 | 0,649株 | 1.41% |
| 秋田銀行                 | 0,643株 | 1.39% |
| 倉田儀一                 | 0,618株 | 1.34% |
| 柴田与太郎               | 0,587株 | 1.27% |
| 羽後銀行                 | 0,571株 | 1.24% |
| 川崎勝子                 | 0,524株 | 1.13% |
| 沢ホテヱ                 | 0,500株 | 1.08% |
| 秋田あけぼの銀行         | 0,494株 | 1.07% |

| 資本金      | 発行済株式総数 | 株主数 |
| ----------- | -------------- | ------ |
| 2億3000万円 | 46,000株       | 1,244  |

| 株主         | 株式数  | 比率   |
| ------------ | ------- | ------ |
| 秋田魁新報社 | 4,600株 | 10.00% |
| 秋田市       | 1,438株 | 03.12% |
| 中塚テイ     | 1,171株 | 02.54% |
| 小山幹朗     | 1,076株 | 02.33% |
| 北都銀行     | 1,065株 | 02.31% |
| 中冨たつ子   | 1,000株 | 02.17% |
| 中村光仁     | 0,900株 | 01.95% |
| 佐々木晋吾   | 0,900株 | 01.95% |
| 辻兵吉       | 0,741株 | 01.61% |
| 東北電力     | 0,667株 | 01.45% |

| 資本金      | 発行済株式総数 | 株主数 |
| ----------- | -------------- | ------ |
| 2億3000万円 | 46,000株       | 1,244  |

| 株主         | 株式数  | 比率   |
| ------------ | ------- | ------ |
| 秋田魁新報社 | 4,600株 | 10.00% |
| 佐々木晋吾   | 2,223株 | 04.83% |
| 秋田市       | 1,545株 | 03.36% |
| 安倍武義     | 1,076株 | 03.20% |
| 立田聡       | 1,170株 | 02.54% |
| 北都銀行     | 1,065株 | 02.32% |
| 中冨たつ子   | 1,000株 | 02.17% |
| 縄田屋清     | 970株   | 02.11% |
| 斎藤英夫     | 970株   | 02.11% |
| 辻兵吉       | 0,741株 | 01.61% |

| 資本金      | 発行済株式総数 | 株主数 |
| ----------- | -------------- | ------ |
| 2億3000万円 | 46,000株       | 1,055  |

| 株主             | 株式数  | 比率   |
| ---------------- | ------- | ------ |
| 秋田魁新報社     | 4,600株 | 10.00% |
| 立田聡           | 2,716株 | 05.90% |
| 柳沼慎一         | 2,053株 | 04.46% |
| 秋田市           | 1,545株 | 03.36% |
| 斉藤英夫         | 1,370株 | 02.98% |
| 北都銀行         | 1,065株 | 02.32% |
| 菅原実           | 1,056株 | 02.30% |
| 中冨一榮         | 1,000株 | 02.17% |
| 笹尾進           | 0,900株 | 01.96% |
| 辻良之           | 0,741株 | 01.61% |
| 東北電力         | 0,667株 | 01.45% |
| 秋田銀行         | 0,643株 | 01.39% |
| 横手市           | 0,492株 | 01.06% |
| 大館市           | 0,468株 | 01.01% |
| 北秋田市         | 0,424株 | 00.92% |
| 大仙市           | 0,405株 | 00.88% |
| 日本テレビ放送網 | 0,400株 | 00.86% |

- なお、1988年の資産公開にて、由利本荘市出身で当時の郵政大臣・村岡兼造が秋田放送の株を30株を持っていたことが明らかになった[21]。

## 年表
- 1951年（昭和26年）
  - この年に、ラジオ東北設立の準備が始まったとされる[22]。
- 1953年（昭和28年）
  - 2月14日 - ラジオ東北第1回設立発起人会開催。
    - 資本金が集まりににくく、大館市出身の当時の安田生命会長・竹村吉右衛門より3000万円を借用した[23]。また、秋田県（500万円出資）[24]・なども資金面で支援。

  - 3月28日 - 郵政省電波監理局に中波ラジオ放送局の開設を申請。
  - 7月25日 - 社屋・茨島送信所起工式[25]
  - 8月1日 - ラジオ放送局の予備免許交付（呼出符号：JOTR、周波数720kc、出力昼間1kW、夜間500W）。
  - 10月15日 - 創立株主総会開催[25]
  - 10月20日 - ラジオ東北株式会社を設立、登記完了。本社は当時の秋田魁新報社内4F[26][27]。初代社長は、当時の魁新報社・社長の人見誠治[28]。資本金5000万円[29]で、その後6000万円に増資[30]。
  - 10月22日 - 最初の試験電波発射[31]。
  - 10月26日 - ラジオ放送局の本免許交付。呼び出し名称は「あきたみんかんほうそう」で、周波数は720kc[32]。
  - 10月29日 - 試験放送開始[31]。
  - 11月1日 - 6時00分、全国29番目にラジオ本放送開始[31]。
    - 東京支社・大阪支社・仙台支社・県内各支局営業開始[33]。

  - 12月26日 - 増資（1000万円）[25]。
- 1954年（昭和29年）
  - 文化放送と提携[34][35]。なお、開局に備えたアナウンサーの研修も文化放送で実施（プロデューサーは新潟放送で実施）[23]。
  - 1月10日 - 秋田本社～東京支社に専用線開通[25]。
  - 1月30日 - 湯沢ラジオ中継所の免許申請[36]を行う。
  - 2月 - 北海道・東北地方・新潟の民放各社の連合体である「えぞの会」に加盟（加盟局は北海道放送・ラジオ青森・岩手放送・東北放送・山形放送・ラジオ福島・ラジオ新潟）[37]。
- 1955年（昭和30年）
  - 赤字脱出、黒字転換[38]。
  - 7月29日 - 湯沢ラジオ中継所の免許申請が拒否される[39]。
- 1956年（昭和31年）
  - 2月8日 - ラジオ放送の出力を昼夜間1kwに増力申請[25]。
  - 3月 - 能代大火のラジオ中継放送を行う[40]。
  - 6月 - ラジオ東北・北海道放送東京支社間に専用線が開設[41]。
  - 7月27日 -　秋田局（R）夜間出力増強により、出力が全日1 kw とすることが許可される[42]。
  - 10月1日 - 秋田局（R）、周波数940kcに変更。従前の720kcでは、中国の「北京放送局」と称するラジオ局が同一周波数でプロパガンダ放送を行っており、混信により聴取が困難となっていたとの指摘[43]が出ていたため。
  - 11月5日 - 浅舞ラジオ中継局の開設を申請。
- 1957年（昭和32年）
  - 日付不明 - 火曜会（地方民間放送共同制作協議会）に東京支社を通じて参加。
  - 1月21日 - 浅舞ラジオ中継局に予備免許交付（コールサイン・JOTE、周波数800kc、出力 100w）[44]。
  - 6月20日 - 浅舞局ラジオ中継局に本免許交付[45]。
  - 6月22日 - 浅舞局ラジオ中継局本放送開始。
  - 9月4日 - 大館ラジオ中継局の開設を申請[46]。
  - 9月27日 - 中央資本をバックにしたとされる「北日本テレビ」（北日本放送とは無関係）が、東北電波監理局にテレビ放送の免許申請。発起人代表は片野重脩・中田儀直・辻兵吉[47]。ラジオ東北テレビと同一のサービスエリアで競願となる。しかし、ラジオ東北テレビの増資の一部を負担し、合流[48]。
  - 10月22日 - テレビ放送局の予備免許交付の内示。
  - 12月20日 - 大館ラジオ中継局に予備免許交付（コールサイン・JOTE、周波数 800 kc、出力 100w）[49]。
  - 12月24日 - 増資（6000万円）[25]。
- 1958年（昭和33年）
  - 3月3日 - 郵政省の指導により、魁新報社の社長と兼任していた人見誠治が社長の座を退き、当時の秋田市長・武塙祐吉が市長と兼任する形でラジオ東北社長に就任。
  - 3月14日 - テレビ放送局の予備免許交付（呼出符号：JOTR-TV、予備免許時の割り当ては、VHF 10ch、5kw、山形放送と同じ[50][51]）。
  - 6月15日 - 大館局（R）に本免許交付、本放送開始。
  - 7月 - 仙台 - 山形 - 酒田 - 秋田間のテレビ用マイクロ回線着工開始[52]。
  - 8月15日 - 秋田市にFM放送局の開設を申請。
  - 11月29日 - 増資（1億2000万円）[25]。
- 1959年（昭和34年）
  - 2月10日 - 秋田局（R)・出力10kWに増力申請[25]。
  - 7月3日 - 子会社・秋田テレビサービス設立（後にラジオ東北テレビサービスに改称）[25]。
  - 9月1日 - 大森山テレビ塔起工式[53]。
  - 10月22日 - テレビ放送周波数が10chから11chに変更[54]。テレビ放送工事落成期限の延長が了承される[55]。
- 1960年（昭和35年）
  - 3月22日 - テレビ放送局の本免許（VHF 11ch）交付。
  - 3月25日 - テレビのサービス放送開始[56]。本社を秋田市山王7丁目9-42に移転。
  - 4月1日 - 9時20分からテストパターンを流し、9時50分から[57]テレビ本放送開始[注 12]。この日の自主制番組は下記の通り。9時20分からテストパターン、9時50分より武塙祐吉社長と小畑勇二郎秋田県知事のあいさつ、10時より能楽「鉢の木」、13時15分から土崎芸者連中による「港新内」、13時30分から「育ちゆくブナ材」、17時35分から座談会「のびゆく秋田」、18時5分から「秋田魁ニュース」、23時から再び「秋田魁ニュース」[59]。日本テレビを主体としたフリーネットでスタート。
    - ニュースネットワークとなる前の日本テレビ系列（加盟16社）に参加[60][61]。
    - この時点では、マイクロ端局が完成しておらず、道川中継所～大森山送信所・スタジオをSTリンクで結んでいた[62]。

  - 6月23日 - 秋田局（R）出力10kWの増力申請取り下げ[25]。
  - 8月29日 - 秋田局（R）出力3kw増力申請[25]。
  - 12月1日 - 秋田局（R)　出力3kWに増力。[25]
- 1961年（昭和36年）
  - 5月29日 - 株式会社秋田放送（略称ABS）に社名変更。
  - 7月2日 - テレビ用マイクロ回線の端局・秋田電話分局開局[63]。
  - 10月1日 - 大館テレビ中継局開局[64]。
- 1962年（昭和37年）
  - 9月7日 - 当時の倉田儀一専務が外国のテレビ事情視察のため欧米を中心に回る[65]。
  - 11月 - 湯沢テレビ中継局開局[66]。
- 1963年（昭和38年）
  - 6月10日 - 創立10周年記念式典挙行[67]。
- 1964年（昭和39年）
  - 1月29日 - 大雪により、東京～仙台間のマイクロ回線が不通になったことにより、キー局からの番組が編成不可となる[68]。
  - 3月10日 - 花輪テレビ中継局開局[66]。
- 1965年（昭和40年）
  - 4月 - テレビ中継車導入[69]。
  - 6月 - ラジオ中継車導入[69]。
  - 6月1日- 新潟地震での一連の報道活動に対して、東北電波管理局長から表彰される[70]。
- 1966年（昭和41年）
  - 4月1日 - ニュースネットワークとしての組織されたNNNに発足と同時に加盟[60]。
  - 4月 - 大森山テレビ送信所自動化[71]。
  - 9月 - テレビ、カラー放送開始[72]。
  - 10月 - 茨島送信所の無人化完成[71]。
- 1967年（昭和42年）
  - 9月15日 - 本荘テレビ中継局開局[71][73]。
  - 10月1日 - 能代テレビ中継局開局[73]。
- 1968年（昭和43年）11月 - 創立15周年記念番組「南米に活躍する秋田県人」（初のカラー番組）を放送[74][75]。
- 1969年（昭和44年）
  - 7月 - 社屋増改築工事竣工（施工：山下寿郎設計事務所）[76]。
  - 8月 -テレビ自動運行装置納入（NEC製・TQM-703TR）[77]。
  - 10月1日 - 秋田テレビ開局によりフジテレビの番組全般と東京放送（現・TBSテレビ）、NETテレビ（現・テレビ朝日）の番組の一部が同局へ移行。テレビの全日放送開始。

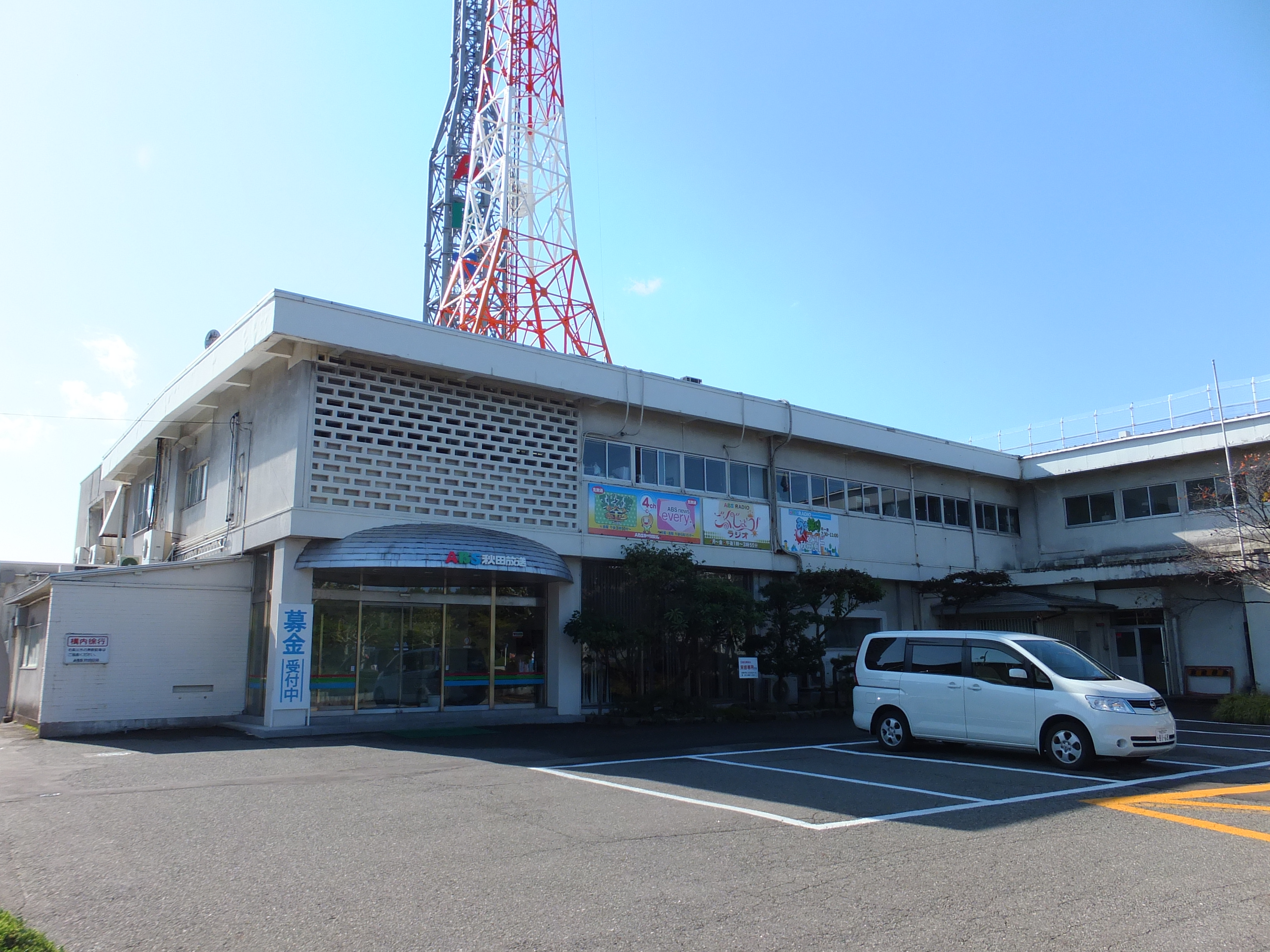
旧山王局舎（2012年10月）

- 旧山王局舎（2012年10月）1970年（昭和45年）1月28日 - テレビ番組送出自動化完了[69]。
- 1971年（昭和46年）
  - カラーカメラ中継車、ハイバンドVTR、3Vカメラを設置[78]。
  - 11月9日 - この日に収録したテレビの民謡番組「唄っこで勝ち抜きまショー」を最後に、放送が打ち切られる。出演者の大島清蔵が秋田市長のリコール運動に参加していたことが問題視されたため[79]。
- 1973年（昭和48年）7～8月 - 開局20周年記念で日本テレビとドラマ『殺意を呼ぶ海』（「土曜日の女シリーズ」）を共同制作[80]。
- 1974年（昭和48年）
  - 3月29日 - 鹿角ラジオ中継局の予備免許交付[81]。
  - 6月6日 - 厚労省中央労働委員会より不当労働行為の裁定が下る（いわゆる「秋田放送事件」）[82]。
- 1975年（昭和49年）
  - 5月 - 東北地区NNS加盟局により構成される「NNS東北」に加盟[83]。
  - 7月1日 - 鹿角ラジオ中継局開局[84]。
- 1976年（昭和50年）放送大学の実験放送に協力[85]。
- 1977年（昭和52年）
  - 11月 - 大森山送信所の局舎と送信機を更新[86]。
- 1978年（昭和53年）開局25周年。「25時間ラジソン」放送[87]。
- 1979年（昭和54年）
  - エリア拡大および外国波混信対策のため、茨島送信所の出力を5kwに増力[88]。
  - 10月 - 『オールナイトニッポン』（1部）ネット開始。
- 1980年（昭和55年）
  - 3月31日 - テレビ音声多重放送実用化試験局の予備免許が認可[89]。
  - 6月19日 - 新社屋建設およびテレビ放送設備の増設完了[88]。
  - 7月3日 - テレビ、音声多重放送開始（秋田テレビと同日）[72]。
- 1983年（昭和58年）
  - 5月26日 - 日本海中部地震発生。ラジオ・テレビで災害報道を行う[90]。
  - 10月 - 茨島ラジオ送信所の局舎更新に伴い、ラジオ放送設備更新。「プリ・エンファシス」式が導入され、音域の拡大および音質が向上[88]。
  - ラジオ放送でCMバンク導入[91]。
- 1984年（昭和59年）テレビ東京より、営業情報システムのプログラム一式導入、電算システム導入の技術的支援を受ける[92]。
- 1986年（昭和61年）7月18日～8月14日 - 「秋田博86」を秋田県・秋田市・秋田テレビと共催[93]。
- 1988年（昭和63年）3月 - 前年に開催された「秋田博'86」で、秋田放送を含む地元メディア3社のみで利益を山分けしていたという報道が出る[94]。これに加え、ゴルフ場疑惑の当事者でもあった秋田放送会長・倉田儀一が、引責辞任[95][96]。
- 1990年（平成2年）
  - クリアビジョン放送開始[97]。
- 1991年（平成3年）
  - 横手支局開設[97]。
  - 放送技術局と報道局を別館（新築）に移転[33]。
- 1992年（平成4年）
  - 大館支局開設[97]。
  - 10月1日 - 秋田朝日放送開局によりテレビ朝日の番組が姿を消す（民教協番組を除く）。
- 1993年（平成5年）
  - 3月1日 - 営業本部廃止。放送本部・業務本部新設[98]。
- 1995年（平成7年）- 本社ラジオ送出装置更新、最新機器を導入した第3スタジオ完成[99]。
- 1996年（平成8年）- ホームページ開設[100]。
- 1997年（平成8年） 日本アマチュア無線連盟創立70周年に際し、表彰を受ける[101]。
- 1998年（平成10年）
  - 2月 - テレビ自動運行システム更新[33]。
  - 3月1日 - 字幕放送開始[100]。
  - 10月 - テレビ番組バンクシステム新設[33]。
  - 11月 - 茨島ラジオ送信所の鉄塔・アンテナ更新[33]。
- 1999年（平成11年）
  - 3月1日 - テレビマスター更新（NEC製）、番組バンク導入[102]。
  - 10月 - ハイビジョンカメラを備えた新ニューススタジオが完成[103]。
- 2000年（平成12年）
  - テレビ放送開始40周年記念番組として、「クイズものしり秋田」を放送[104]。
  - 夕方のニュース番組「ニュースプラス1あきた」が、番組としての過去最高視聴率22.2%を記録[104]。
- 2002年（平成14年）
  - テレビ番組・ニュース番組の効率的運用を図るため、CG-LANシステムを導入[103]。
  - ラジオ番組DIAS装置（番組・CMバンクシステム）更新[33]。
- 2003年（平成15年）
  - 3月 - 1993年度より続いた視聴率三冠王が途絶える[105]。
  - 開局50周年記念で「自然と共生」をテーマにラジオ・テレビでの取り組みを行う[105]。11月には、開局50周年記念番組「Akita　Beautiful Seasons」を放送[106]。
- 2004年（平成16年）
  - 3月 - デジタル放送用にテレビスタジオ更新[33]。
- 2005年（平成17年）
  - 3月3日 - 地上デジタルテレビ放送の免許申請書提出[107]。
  - 6月10日 - 地上デジタルテレビ放送予備免許交付。
  - 10月3日 - 既存のテレビマスターをデジタル放送用に更新[33]。
  - 労働組合（秋田放送労働組合）が解散、別組織の労働組合（ABSユニオン）が発足[108]。
- 2006年（平成18年）
  - 3月31日 - 地上デジタルテレビ放送の本免許が交付。
  - 4月1日 - テレビ終夜（24時間）放送開始（日テレNEWS24によるフィラー放送、日曜深夜も含め毎日実施）、地上デジタルテレビジョン試験放送開始。
  - 6月1日 - 地上デジタルテレビ本放送開始[33]。
  - 10月1日 - 大館・大曲（大仙）に地上デジタルテレビ中継局設置。
  - 日付不明 - 落雷により、浅舞中継局が一時停波[109]。
- 2007年（平成19年）
  - 7月19日 -ハイビジョン・5.1ラウンド対応の中型中継車納入[110]。
  - 9月1日 - 能代・鷹巣（北秋田）に地上デジタルテレビ中継局設置。
  - 10月 - 花輪（鹿角）・湯沢に地上デジタル中継局設置。
  - 11月 - 本荘（由利本荘）に地上デジタル中継局設置。
- 2009年（平成21年）
  - 5月25日 - 地域情報サイト「ごくじょうチャンネル」がスタート（あきたタウン情報と共同運営）[111]。
  - 7月8日 - 東成瀬局（R）に予備免許交付[112]。
  - 11月25日 - 東成瀬局（R）に本免許交付。
  - 12月1日 - 東成瀬局（R）開局。
- 2010年（平成22年）
  - 2月1日 - ツイッター（現X）運用開始[113]。
- 2011年（平成23年）7月24日 - 地上アナログ放送終了に伴い、アナログ放送の送信所と全中継局が送信停止。
- 2014年（平成26年）12月5日 - ラジオの災害対策用FM補完中継局（ABS秋田FM、周波数90.1MHz、出力1kW）に、予備免許を交付[114]。
- 2015年（平成27年）
  - 2月 - FM補完中継局の試験放送開始。
  - 2月26日 - FM補完中継局の本免許交付[115]。
  - 3月2日 - FM補完中継局（愛称「ABSFM90.1」）の本放送開始。
- 2016年（平成28年）3月 - JR東日本秋田支社と借地契約について合意し、秋田駅西口のJR用地内（秋田市中通7丁目1番地1-2号）に秋田放送の本社屋を移転することで合意。
- 2017年（平成29年）6月1日 - IPサイマルラジオ「radiko.jp」および「radiko.jpプレミアム（エリアフリー聴取）」でラジオ放送の全国配信を開始[116]。
- 2018年（平成30年）3月28日 - 中通新社屋起工式[117]
- 2019年（平成31年、令和元年）
  - 6月3日 - 中通新社屋完成。竣工式を開催[118]。
- 2020年（令和2年）
  - 3月 - テレビ・ラジオ電波切り替え[注 13]。
  - 3月16日 - ラジオ電波切り替え（15日深夜）、ラジオ放送（JOTR）を中通新社屋から本放送開始。時報もニッポン放送型から変更[注 14]。
  - 3月23日 - テレビ放送（JOTR-DTV）を中通新社屋から本放送開始。同時に「NNS標準営放システム」サービス提供開始[119]。
  - 4月1日 - 秋田県秋田市中通7丁目1番地1-2号に本社機能を移転[注 13]。旧社屋跡地はイオン東北による開発により、総合スーパー「イオンスタイル山王」が2025年3月に開業[120]。
- 2021年（令和3年）
  - 6月25日 - 県下の民放で初めて「SDGs・メディアコンパクト」加盟[121]。
- 2023年（令和5年）
  - 開局70周年。
  - 7月1日 - 自社アプリ「ABSあきたアプリ」リリース[122]。
- 2024年（令和6年）
  - 2月15日 - 臨時株主総会で、資本金を1億円に減額を決議[11]。

## 歴代社長
- 人見誠治
- 武塙祐吉
- 倉田儀一
- 中塚富之助
- 斉藤剛三
- 工藤浩
- 黒丸幹夫
- 小山幹朗[123]
- 佐々木晋吾[124]
- 立田聡[125]

## ラジオ

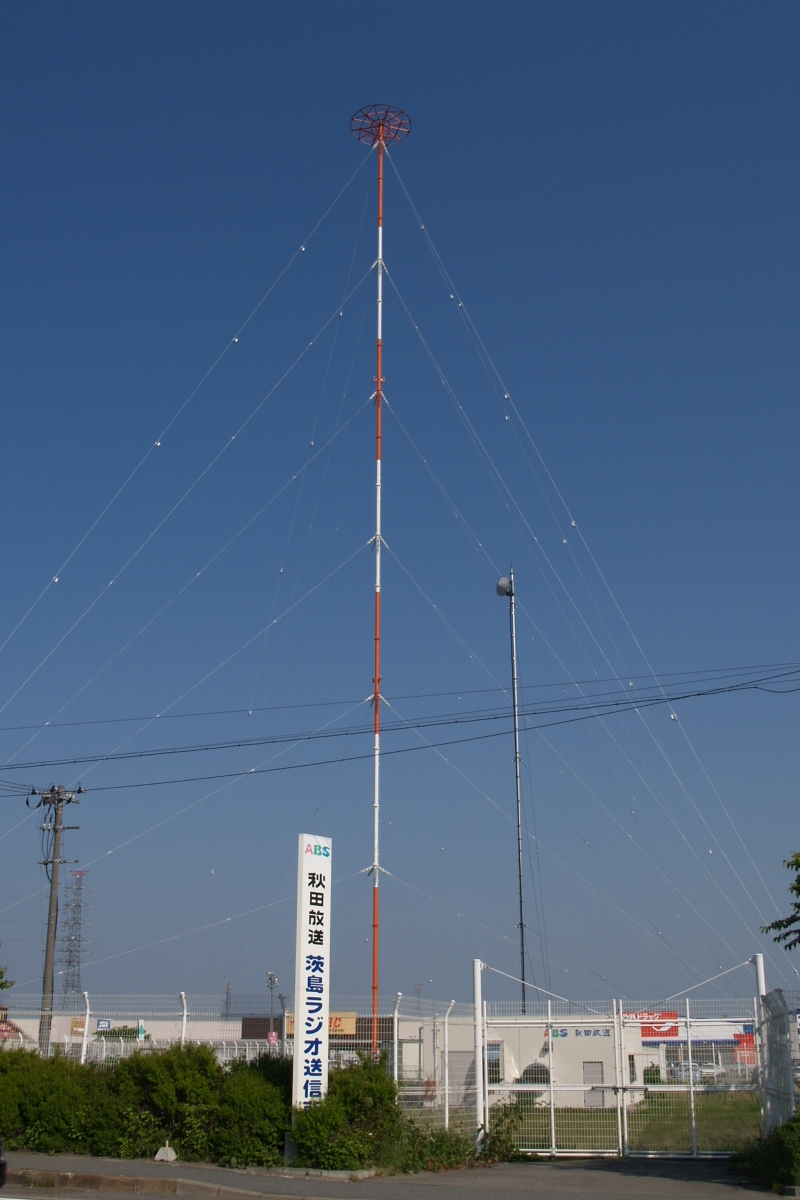
秋田放送茨島ラジオ送信所

- 「あさ採りワイド秋田便」・「エキマイク」といった平日のベルト番組や、民謡番組「花ちゃんの民謡は日本一」、スポーツ番組「なんてったって日曜はスポーツ!」など自主制作番組のほか、秋田県内のJRNとNRNのクロスネット局として、TBSラジオ・ニッポン放送・文化放送の番組を編成。そのほか局（ラジオ日本など）や各制作会社の番組も編成。
- 開局当初から、民謡番組の制作に注力[126]。自社専属の民謡歌手を擁していた[127]。
- 2020年に「ラジオ快晴GO!GO!のマキ」が終了し、土日のローカルワイド生放送番組が全廃された。
- 公開放送の回数が隣県のAMラジオ局と比して少ない。
- 平日午後のワイド番組「まちなかSESSION エキマイク」は、パーソナリティ全員が社外のタレントが担当。
- 放送時間は24時間。ただし、日曜 24:30 - 29:00（月曜 0:30 - 5:00）メンテナンスのため休止。

| 放送波 | 種別   | 名称             | コールサイン     | 周波数   | 出力 |
| ------ | ------ | ---------------- | ---------------- | -------- | ---- |
| AM放送 | 親局   | 秋田（茨島）     | JOTR             | 936 kHz  | 5kW  |
| AM放送 | 中継局 | 浅舞             | JOTO             | 1485 kHz | 100W |
| AM放送 | 中継局 | 大館             | JOTE             | 1557 kHz | 100W |
| AM放送 | 中継局 | 鹿角             | なし             | 801 kHz  | 100W |
| AM放送 | 中継局 | 本荘             | なし             | 1557 kHz | 100W |
| AM放送 | 中継局 | 東成瀬           | なし             | 801 kHz  | 100W |
| FM放送 | 中継局 | 秋田放送エフエム | （FM補完中継局） | 90.1MHz  | 1 kW |

### 基幹局の送信アンテナ
同局基幹局は、茨島送信所（秋田市茨島4丁目3番29号）であり、開局以来1998年まで、高さ75m（頂冠直径5m）の支線式円管柱アンテナを使用していた。
しかしアンテナの老朽化に加え、送信所北側にできたゴルフ練習場、高圧送電線鉄塔の影響により、特に秋田県北部の能代方面で聴取しにくくなった。そのため、それを打開するためアンテナを新設して高さを上げることにした。しかし、アンテナ建設に適した場所が見つからなかったこと、予算上の関係などから、同じ敷地内での新アンテナが建設された。新アンテナは、高さ100m（頂冠直径7m）、4方向支線式円管柱アンテナであり、基部の高さは3mで地上高全体の高さは103mとなる。アースは、旧・仮アンテナが使っていたものは撤去せずそのまま埋めてある。
なお、海外の遠方にも秋田放送ラジオ（AM）の電波が届いており、実際に中国などのアジア近隣諸国を始め、イタリアやスウェーデンといったヨーロッパ諸国からも秋田放送宛に受信報告書が送られている。

### 基幹局の放送機
地方基幹局で実績があるスタンダードなMBT-8040A（NEC）である。プリエンファシスは、オーバン社の9100Aを使用して変調面での最適化を図っている。非常用の発電機は、ヤンマー50kVAの発電機を備えている。

### ラジオカー（ラジPAL）
ラジPAL（ラジパル）とは、秋田放送ラジオで使用する移動中継車（ラジオカー）である。ステーションワゴンが特徴。『エキマイク』の番組内で、中継レポートを出している。また、ラジオ番組の取材用車輌としても使用されている。

### FM補完中継局の親局化構想への不参加
秋田放送が加盟する日本民間放送連盟は、FM補完中継局制度を見直す方針を2019年に公表した。連盟に参加するAM放送事業者（民放AM局）が、2028年までにAM放送免許の更新時期を迎えることを踏まえて、民放AM局独自の経営判断によってAM放送からFM放送への転換（またはAM・FM放送の併用）が可能になるような制度の整備を求める要望書を、総務省が設置する「放送事業の基盤強化に関する検討分科会」に提出した。総務省も2020年10月に『民間ラジオ放送事業者のAM放送のFM放送への転換等に関する「実証実験」の考え方』を公表したことから、民放AM47局で組織する「ワイドFM（FM補完放送）対応端末普及を目指す連絡会」では、44局が2028年秋までにFM局への転換を目指していることを2021年6月15日に発表したが、既存の放送エリアをほぼカバーするための設備投資に多額の費用を要することを理由として、FM補完中継局の親局化構想参加局の中に秋田放送は含まれておらず（他にはともに北海道の北海道放送、STVラジオ）、発表時点ではこの動きに参加しないこととした。

### 放送中のラジオ番組
2025年4月時点。
自社制作番組は太字。
| 時                                              | 月曜日 | 火曜日                                                       | 水曜日                                                                                   | 木曜日                                                  | 金曜日                                                   |
| ----------------------------------------------- | --- | ------------------------------------------------------------ | ---------------------------------------------------------------------------------------- | ------------------------------------------------------- | -------------------------------------------------------- |
| 5                                               | 5:00 昭和歌謡セレクション | 5:00 昭和歌謡セレクション                                    | 5:00 昭和歌謡セレクション                                                                | 5:00 昭和歌謡セレクション                               | 5:00 昭和歌謡セレクション                                |
| 5                                               | 5:20 ドクターごとうの熱血訪問クリニック（マール） |                                                              |                                                                                          |                                                         |                                                          |
| 5                                               | 5:30 Brand-New Morning（TBSラジオ） |                                                              |                                                                                          |                                                         |                                                          |
| 6                                               | |                                                              |                                                                                          |                                                         |                                                          |
| 6:30 ABS Dear Songs                             | |                                                              |                                                                                          |                                                         |                                                          |
| 6:35 おはよう寺ちゃんニュース最前線（文化放送） | |                                                              |                                                                                          |                                                         |                                                          |
| 6:55 情報宝島（ニッポン放送）                   | |                                                              |                                                                                          |                                                         |                                                          |
| 7                                               | 7:00 黒木瞳のあさナビ（ニッポン放送） | 7:00 黒木瞳のあさナビ（ニッポン放送）                        | 7:00 黒木瞳のあさナビ（ニッポン放送）                                                    | 7:00 黒木瞳のあさナビ（ニッポン放送）                   | 7:00 黒木瞳のあさナビ（ニッポン放送）                    |
| 7                                               | 7:10 お早う!ニュースネットワーク（ニッポン放送） |                                                              |                                                                                          |                                                         |                                                          |
| 7                                               | 7:25 羽田美智子のいってらっしゃい（ニッポン放送） |                                                              |                                                                                          |                                                         |                                                          |
| 7                                               | 7:30 あさ採りワイド秋田便 ▽8:00 話題のアンテナ 日本全国8時です（TBSラジオ） ▽8:49 武田鉄矢・今朝の三枚おろし（文化放送） ▽9:49 岡村孝子 あの頃ミュージック（かしわプロダクション） |                                                              |                                                                                          |                                                         |                                                          |
| 8                                               | |                                                              |                                                                                          |                                                         |                                                          |
| 9                                               | |                                                              |                                                                                          |                                                         |                                                          |
| 10                                              | |                                                              |                                                                                          |                                                         |                                                          |
| 10:50 さきがけニュース                          | |                                                              |                                                                                          |                                                         |                                                          |
| 11                                              | 11:00 テレフォン人生相談（ニッポン放送） | 11:00 テレフォン人生相談（ニッポン放送）                     | 11:00 テレフォン人生相談（ニッポン放送）                                                 | 11:00 テレフォン人生相談（ニッポン放送）                | 11:00 テレフォン人生相談（ニッポン放送）                 |
| 11                                              | 11:20 今日は何の日? |                                                              |                                                                                          |                                                         |                                                          |
| 11                                              | 11:25 ABSウィークリーレコメンド |                                                              |                                                                                          |                                                         |                                                          |
| 11                                              | 11:30 お誕生日おめでとう |                                                              |                                                                                          |                                                         |                                                          |
| 11                                              | 11:35 みんなの健康 | 11:35 みんなの健康                                           | 11:35 みんなの健康                                                                       | 11:35 イマドキショッピング!                             | 11:35 納得!お得!ラジオショッピング                       |
| 11                                              | 11:45 時東ぁみの危機耳ラジオ |                                                              |                                                                                          |                                                         |                                                          |
| 11                                              | 11:51 さきがけニュース |                                                              |                                                                                          |                                                         |                                                          |
| 12                                              | 12:00 河村通夫の大自然まるかじりライフ（マール） | 12:00 河村通夫の大自然まるかじりライフ（マール）             | 12:00 河村通夫の大自然まるかじりライフ（マール）                                         | 12:00 河村通夫の大自然まるかじりライフ（マール）        | 12:00 河村通夫の大自然まるかじりライフ（マール）         |
| 12                                              | 12:10 新・流行音楽堂（かしわプロダクション） | 12:10 新・流行音楽堂（かしわプロダクション）                 | 12:10 新・流行音楽堂（かしわプロダクション）                                             | 12:10 新・流行音楽堂（かしわプロダクション）            | 12:10 朗読のヒロバ（TBSラジオ）                          |
| 12                                              | 12:20 ドクターごとうの熱血訪問クリニック（マール、再放送） |                                                              |                                                                                          |                                                         |                                                          |
| 12                                              | 12:30 森野熊八グルメタイム～ニッポン全国うまい、うまい!～（ニッポン放送） |                                                              |                                                                                          |                                                         |                                                          |
| 12                                              | 12:40 ラジカセメモリーズ（文化放送） |                                                              |                                                                                          |                                                         |                                                          |
| 12                                              | 12:50 さきがけニュース |                                                              |                                                                                          |                                                         |                                                          |
| 13                                              | 13:00 まちなかSESSION エキマイク | 13:00 まちなかSESSION エキマイク                             | 13:00 まちなかSESSION エキマイク                                                         | 13:00 まちなかSESSION エキマイク                        | 13:00 まちなかSESSION エキマイク                         |
| 14                                              | 13:00 まちなかSESSION エキマイク | 13:00 まちなかSESSION エキマイク                             | 13:00 まちなかSESSION エキマイク                                                         | 13:00 まちなかSESSION エキマイク                        | 13:00 まちなかSESSION エキマイク                         |
| 15                                              | 13:00 まちなかSESSION エキマイク | 13:00 まちなかSESSION エキマイク                             | 13:00 まちなかSESSION エキマイク                                                         | 13:00 まちなかSESSION エキマイク                        | 13:00 まちなかSESSION エキマイク                         |
| 15:55 さきがけニュース                          | |                                                              |                                                                                          |                                                         |                                                          |
| 16                                              | 16:00 荻原次晴のニッポン応援団（かしわプロダクション） | 16:00 気象予報士 伊藤香 季節の物語（かしわプロダクション）   | 16:00 ABS Dear Songs                                                                     | 16:00 ニッポン人物ア・ラ・100年（かしわプロダクション） | 16:00 八神純子 Music Town（かしわプロダクション）        |
| 16                                              | 16:00 荻原次晴のニッポン応援団（かしわプロダクション） | 16:00 気象予報士 伊藤香 季節の物語（かしわプロダクション）   | 16:00 ABS Dear Songs                                                                     | 16:05 青春メロディ百貨店まかせてください!               | 16:00 八神純子 Music Town（かしわプロダクション）        |
| 16                                              | 16:10 洋楽処POPS倶楽部（日経ラジオ社） |                                                              |                                                                                          |                                                         | 16:00 八神純子 Music Town（かしわプロダクション）        |
| 16                                              | 16:20 あなたにハッピー・メロディ（ニッポン放送） |                                                              |                                                                                          |                                                         |                                                          |
| 16                                              | 16:30 ABS Dear Songs | 16:30 ABS Dear Songs                                         | 16:30 あいば歯科の歯でハッピー!（再放送）                                                | 16:30 ABS Dear Songs                                    | 16:30 ABS Dear Songs                                     |
| 16                                              | 16:35 今旬!いいもの百貨店 | 16:35 今旬!いいもの百貨店                                    | 16:35 平野融 メディカル・ストリングス（マール）葬祭アラカルトスペシャル（第2･第3週のみ） | 16:35 今旬!いいもの百貨店                               | 16:35 今旬!いいもの百貨店                                |
| 16                                              | 16:50 お誕生日おめでとう（再放送） |                                                              |                                                                                          |                                                         |                                                          |
| 16                                              | 16:55 さきがけニュース |                                                              |                                                                                          |                                                         |                                                          |
| 17                                              | 17:00 ニュース・パレード（文化放送） | 17:00 ニュース・パレード（文化放送）                         | 17:00 ニュース・パレード（文化放送）                                                     | 17:00 ニュース・パレード（文化放送）                    | 17:00 ニュース・パレード（文化放送）                     |
| 17                                              | 17:15 夏井いつきの一句一遊（南海放送） |                                                              |                                                                                          |                                                         |                                                          |
| 17                                              | 17:25 ABSウィークリーレコメンド |                                                              |                                                                                          |                                                         |                                                          |
| 17                                              | 17:30 ネットワークトゥデイ（TBSラジオ） |                                                              |                                                                                          |                                                         |                                                          |
| 17                                              | 17:46 ABS交通情報 |                                                              |                                                                                          |                                                         |                                                          |
| 17                                              | 17:50 ABSイブニングニュース |                                                              |                                                                                          |                                                         |                                                          |
| 18                                              | 18:00 雪絵の土田ranch牧場ラジオ | 18:00 ABS Dear Songs                                         | 18:00 井関裕貴のええじゃないか演歌♪                                                      | 18:00 銀シャリのおむすびラジオ                          | 18:00 ABS Dear Songs                                     |
| 18                                              | 18:10 みんなの健康 | 18:10 みんなの健康                                           | 18:10 みんなの健康                                                                       | 18:00 銀シャリのおむすびラジオ                          | 18:10 Cheer HAPPINETS!                                   |
| 18                                              | 18:10 みんなの健康 | 18:10 みんなの健康                                           | 18:10 みんなの健康                                                                       | 18:15 ABS Dear Songs                                    | 18:10 Cheer HAPPINETS!                                   |
| 18                                              | 18:20 岩崎宏美・良美の「お茶にする?」 | 18:20 市橋有里の“RUN食健美”～ヘルシーRunning（四国放送)      | 18:20 ABSダイナミックナイター                                                            | 18:20 ABSダイナミックナイター                           | 18:20 ABSダイナミックナイター                            |
| 18                                              | 18:20 岩崎宏美・良美の「お茶にする?」 | 18:30 AMEMIYAのとにかく歌います♪                             | 18:20 ABSダイナミックナイター                                                            | 18:20 ABSダイナミックナイター                           | 18:20 ABSダイナミックナイター                            |
| 18                                              | 18:20 岩崎宏美・良美の「お茶にする?」 | 18:45 ukkaり娘の浮かれでぃお（かしわプロダクション）         | 18:20 ABSダイナミックナイター                                                            | 18:20 ABSダイナミックナイター                           | 18:20 ABSダイナミックナイター                            |
| 18                                              | 18:50 ABS Dear Songs |                                                              | 18:20 ABSダイナミックナイター                                                            | 18:20 ABSダイナミックナイター                           | 18:20 ABSダイナミックナイター                            |
| 19                                              | 19:00 歌謡曲ふれあいリクエスト | 19:00 荻上チキ・Session（TBSラジオ）                         | 18:20 ABSダイナミックナイター                                                            | 18:20 ABSダイナミックナイター                           | 18:20 ABSダイナミックナイター                            |
| 20                                              | 19:00 歌謡曲ふれあいリクエスト | 20:00 アフター6ジャンクション2（TBSラジオ）                  | 18:20 ABSダイナミックナイター                                                            | 18:20 ABSダイナミックナイター                           | 18:20 ABSダイナミックナイター                            |
| 21                                              | 21:00 岩本公水 星の語りべ(スバルプランニング） | 21:00 夏川りみのたびぐくるちむぐくる（かしわプロダクション） | 21:00 ミュージックブルペン（かしわプロダクション）                                       | 21:00 ミュージックブルペン（かしわプロダクション）      | 21:00 ミュージックブルペン（かしわプロダクション）       |
| 21                                              | 21:30 耳をすまして | 21:00 夏川りみのたびぐくるちむぐくる（かしわプロダクション） | 21:00 ミュージックブルペン（かしわプロダクション）                                       | 21:00 ミュージックブルペン（かしわプロダクション）      | 21:00 ミュージックブルペン（かしわプロダクション）       |
| 21                                              | 21:45 あいば歯科の歯でハッピー! | 21:00 夏川りみのたびぐくるちむぐくる（かしわプロダクション） | 21:00 ミュージックブルペン（かしわプロダクション）                                       | 21:00 ミュージックブルペン（かしわプロダクション）      | 21:00 ミュージックブルペン（かしわプロダクション）       |
| 21                                              | 21:50 山下くに子の「見酒、きき酒、語り酒」（マール） | 21:00 夏川りみのたびぐくるちむぐくる（かしわプロダクション） | 21:00 ミュージックブルペン（かしわプロダクション）                                       | 21:00 ミュージックブルペン（かしわプロダクション）      | 21:00 ミュージックブルペン（かしわプロダクション）       |
| 22                                              | 22:00 レコメン!（文化放送） | 22:00 レコメン!（文化放送）                                  | 22:00 レコメン!（文化放送）                                                              | 22:00 レコメン!（文化放送）                             | 22:00 タマリバ                                           |
| 23                                              | 22:00 レコメン!（文化放送） | 22:00 レコメン!（文化放送）                                  | 22:00 レコメン!（文化放送）                                                              | 22:00 レコメン!（文化放送）                             | 23:00 私立恵比寿中学 放送部（文化放送)                   |
| 23                                              | 22:00 レコメン!（文化放送） | 22:00 レコメン!（文化放送）                                  | 22:00 レコメン!（文化放送）                                                              | 22:00 レコメン!（文化放送）                             | 23:30 ≠ＭＥ 永田詩央里のけれけれ                         |
| 0                                               | 22:00 レコメン!（文化放送） | 22:00 レコメン!（文化放送）                                  | 22:00 レコメン!（文化放送）                                                              | 22:00 レコメン!（文化放送）                             | 0:00 嵐・相葉雅紀のレコメン!アラシリミックス（文化放送） |
| 1                                               | 1:00 オールナイトニッポン（ニッポン放送） | 1:00 オールナイトニッポン（ニッポン放送）                    | 1:00 オールナイトニッポン（ニッポン放送）                                                | 1:00 オールナイトニッポン（ニッポン放送）               | 1:00 オールナイトニッポン（ニッポン放送）                |
| 2                                               | 山田裕貴のオールナイトニッポン | 星野源のオールナイトニッポン                                 | 乃木坂46のオールナイトニッポン                                                           | ナインティナインのオールナイトニッポン                  | 霜降り明星のオールナイトニッポン                         |
| 3                                               | 3:00 オールナイトニッポン0(ZERO)（ニッポン放送） | 3:00 オールナイトニッポン0(ZERO)（ニッポン放送）             | 3:00 オールナイトニッポン0(ZERO)（ニッポン放送）                                         | 3:00 オールナイトニッポン0(ZERO)（ニッポン放送）        | 3:00 オールナイトニッポン0(ZERO)（ニッポン放送）         |
| 4                                               | キタニタツヤのオールナイトニッポン0(ZERO) | あののオールナイトニッポン0(ZERO)                            | 佐久間宣行のオールナイトニッポン0(ZERO)                                                  | マヂカルラブリーのオールナイトニッポン0(ZERO)           | 三四郎のオールナイトニッポン0(ZERO)                      |
| 4                                               | 4:30 上柳昌彦 あさぼらけ （ニッポン放送） |                                                              |                                                                                          |                                                         |                                                          |

| 時                     | 土曜日                                                                 | 日曜日                                                               |
| ---------------------- | ---------------------------------------------------------------------- | -------------------------------------------------------------------- |
| 5                      | 5:00 歌めぐり・風だより                                                | 5:00 水森英夫のチップイン歌謡曲（火曜会）                            |
| 5                      | 5:30 はやしべさとし～叙情歌を道連れに～                                | 5:30 田川寿美“一期一会”（スバルプランニング）                        |
| 5                      | 5:45 福田こうへいのゆっくり行ぐべぇ～（IBC岩手放送）                   | 5:45 三山ひろし 演歌の夜明け（スバルプランニング）                   |
| 6                      | 6:00 土曜朝6時 木梨の会。（TBSラジオ）                                 | 6:00 小倉・IMALUの○○玉手箱                                           |
| 6                      | 6:00 土曜朝6時 木梨の会。（TBSラジオ）                                 | 6:15 おはよう!ニッポン全国消防団（ニッポン放送）                     |
| 6                      | 6:00 土曜朝6時 木梨の会。（TBSラジオ）                                 | 6:25 お仕事マル秘ヒストリー                                          |
| 6                      | 6:00 土曜朝6時 木梨の会。（TBSラジオ）                                 | 6:40 希望の光                                                        |
| 6                      | 6:00 土曜朝6時 木梨の会。（TBSラジオ）                                 | 6:45 1万年堂出版の時間                                               |
| 7                      | 7:00 加来耕三の歴史あれこれ                                            | 7:00 録音風物誌（火曜会）                                            |
| 7                      | 7:10 納得!お得!ラジオショッピング                                      | 7:10 ラジオ劇場 アキラとあきら（KBCラジオ）                          |
| 7                      | 7:25 ABSウィークリーレコメンド番組審議会リポート（月1回）              | 7:25 ABS Dear Songs                                                  |
| 7                      | 7:30 純烈 スーパー銭湯!!（かしわプロダクション）                       | 7:30 まめだす!トーク                                                 |
| 8                      | 8:00 話題のアンテナ 日本全国8時です（TBSラジオ）                       | 8:00 ONE-J（TBSラジオ）                                              |
| 8                      | 8:15 納得!お得!ラジオショッピング                                      | 8:00 ONE-J（TBSラジオ）                                              |
| 8                      | 8:30 藤田恵美のかみつれ雑貨店（マール）                                | 8:00 ONE-J（TBSラジオ）                                              |
| 8                      | 8:45 今旬!いいもの百貨店                                               | 8:00 ONE-J（TBSラジオ）                                              |
| 9                      | 9:00 ダーリンハニーの旅列車 出発進行～!!（かしわプロダクション）       | 8:00 ONE-J（TBSラジオ）                                              |
| 9                      | 9:30 松本英子のサウンドスケッチ（かしわプロダクション）                | 8:00 ONE-J（TBSラジオ）                                              |
| 10                     | 10:00 鈴木康博 フォークソング・メモリーズ（かしわプロダクション）      | 10:00 まいどあり～。                                                 |
| 10                     | 10:15 納得!お得!ラジオショッピング                                     | 10:15 なんてったって日曜はスポーツ!                                  |
| 10                     | 10:30 藤田裕太郎の釣バナ                                               | 10:15 なんてったって日曜はスポーツ!                                  |
| 10                     | 10:35 ABS Dear Songs                                                   |                                                                      |
| 10                     | 10:40 旬!SHUN!ピックアップ                                             |                                                                      |
| 10                     | 10:45 イマドキショッピング!                                            |                                                                      |
| 10                     | 10:55 さきがけニュース                                                 |                                                                      |
| 11                     | 11:00 テレフォン人生相談（ニッポン放送）                               | 11:00 三宅裕司のサンデーヒットパラダイス（ニッポン放送）             |
| 11                     | 11:20 今日は何の日?                                                    | 11:00 三宅裕司のサンデーヒットパラダイス（ニッポン放送）             |
| 11                     | 11:25 michikoとLaLaLa♪                                                 | 11:00 三宅裕司のサンデーヒットパラダイス（ニッポン放送）             |
| 11                     | 11:55 さきがけニュース                                                 | 11:00 三宅裕司のサンデーヒットパラダイス（ニッポン放送）             |
| 12                     | 12:00 Nisshoプレゼンツ 渡部絵美の住まいるハウス（TBSラジオ）           | 12:00 志の輔ラジオ 落語DEデート（文化放送）                          |
| 12                     | 12:30 加藤さんと山口くん（STVラジオ）                                  | 12:00 志の輔ラジオ 落語DEデート（文化放送）                          |
| 12                     | 12:55 ABSウィークリーレコメンド                                        |                                                                      |
| 13                     | 13:00 ロンドンブーツ1号2号 田村淳のNewsCLUB（文化放送）                | 13:00 爆笑問題の日曜サンデー（TBSラジオ）                            |
| 14                     | 13:00 ロンドンブーツ1号2号 田村淳のNewsCLUB（文化放送）                | 13:00 爆笑問題の日曜サンデー（TBSラジオ）                            |
| 14:56 さきがけニュース |                                                                        | 13:00 爆笑問題の日曜サンデー（TBSラジオ）                            |
| 15                     | 15:00 花ちゃんの民謡は日本一                                           | 15:00 まめだす!トーク（再放送）                                      |
| 15                     | 15:00 花ちゃんの民謡は日本一                                           | 15:30 井関裕貴のええじゃないか演歌♪（再放送）                        |
| 15                     | 15:00 花ちゃんの民謡は日本一                                           | 15:40 納得!お得!ラジオショッピング                                   |
| 15                     | 15:00 花ちゃんの民謡は日本一                                           | 15:55 さきがけニュース                                               |
| 16                     | 16:00 松村邦洋のOH-!邦自慢（山口放送）                                 | 16:00 岩本公水 星の語りべ（再放送）                                  |
| 16                     | 16:30 シティポップコレクション                                         | 16:30 洋楽処POPS倶楽部                                               |
| 16                     | 16:50 お誕生日おめでとう                                               |                                                                      |
| 16                     | 16:55 さきがけニュース                                                 |                                                                      |
| 17                     | 17:00 伊奈かっぺい・ことわざのわざ（青森放送）                         | 17:00 コシノジュンコ MASACA（TBSラジオ）                             |
| 17                     | 17:30 平野融～メディカル・ストリングス                                 | 17:30 賀内隆弘の「日曜も名曲」                                       |
| 17                     | 17:40 ABS Dear Song                                                    | 17:30 賀内隆弘の「日曜も名曲」                                       |
| 17                     | 17:45 ウィークエンドネットワーク（TBSラジオ）                          | 17:30 賀内隆弘の「日曜も名曲」                                       |
| 17                     | 17:50 週刊 なるほど!ニッポン（ニッポン放送）                           | 17:30 賀内隆弘の「日曜も名曲」                                       |
| 18                     | 18:00 THE BEATLES 10（アール・エフ・ラジオ日本）                       | 18:00 花ちゃんの民謡は日本一（再放送）                               |
| 19                     | 19:00 音楽☆とらのアナ（火曜会）                                        | 19:00 オキシジェンのラジオスープレックス(山陰放送)                   |
| 19                     | 19:30 志の輔&雷鳥のなんでか?ニッポン（北日本放送）                     | 19:30 Snow Manの素のまんま（文化放送）                               |
| 20                     | 20:00 さまぁ〜ずのさまラジ（ニッポン放送）                             | 20:00 亀渕昭信のお宝POPS（火曜会）                                   |
| 20                     | 20:30 キョートリアル!コンニチ的チュートリアル（KBS京都）               | 20:30 あばれる君のイグニッションラジオタイム（かしわプロダクション） |
| 21                     | 21:00 ももいろクローバーZ ももクロくらぶxoxo（ニッポン放送）           | 21:00 松山千春 ON THE RADIO（エフエムナックファイブ）                |
| 21                     | 21:30 櫻坂46 こちら有楽町星空放送局（ニッポン放送）                    | 21:00 松山千春 ON THE RADIO（エフエムナックファイブ）                |
| 22                     | 22:00 TALK ABOUT（TBSラジオ）                                          | 22:00 乃木坂46の「の」（文化放送）                                   |
| 22                     | 22:00 TALK ABOUT（TBSラジオ）                                          | 22:30 佐咲紗花の花咲キラジオ（LuckyFM茨城放送）                      |
| 23                     | 22:00 TALK ABOUT（TBSラジオ）                                          | 23:00 問わず語りの神田伯山（TBSラジオ）                              |
| 23                     | 23:30 SixTONESのオールナイトニッポンサタデースペシャル（ニッポン放送） | 23:30 朝倉さやのモウバンゲダドリャ!（山形放送）                      |
| 0                      | 23:30 SixTONESのオールナイトニッポンサタデースペシャル（ニッポン放送） | （0:00 - 5:00 放送休止）                                             |
| 1                      | 1:00 オードリーのオールナイトニッポン（ニッポン放送）                  | （0:00 - 5:00 放送休止）                                             |
| 2                      | 1:00 オードリーのオールナイトニッポン（ニッポン放送）                  | （0:00 - 5:00 放送休止）                                             |
| 3                      | 3:00 さらば青春の光がTaダ、Baカ、Saワギ（TBSラジオ）                   | （0:00 - 5:00 放送休止）                                             |
| 3                      | 3:30 芸人お試しラジオ「デドコロ」（火曜会）                            | （0:00 - 5:00 放送休止）                                             |
| 4                      | 4:00 Music Palette♪（TBSラジオ）                                       | （0:00 - 5:00 放送休止）                                             |

### 随時放送
- さきがけニュース
- ABSウィークリーレコメンド
- ABSダイナミックナイター（ナイターシーズン 水曜 - 金曜 18:20 - 21:00）
- ミュージックブルペン（ナイターシーズン 水曜 - 金曜 21:00 - 22:00）
- 好き!スキ!SKIなう!（冬季放送）

### 過去に放送した自社制作ラジオ番組
平日早朝
- 井関裕貴のケータイっていいね!（ - 2013年3月29日、月曜 - 金曜 5:25 - 5:30、再放送 同日 16:20 - 16:25）

平日朝
- ABSおはようワイド

平日午前
- モーニングエコー940
- ABSサンサンモーニング（1981年4月 - 1996年10月）

平日午後
- ラジオワイド北緯40度
- ラジオトゥデー2:00～こちら北緯40度～
- ABSどんぱんワイド80分[136]
- ABSみみよりステーション
- 元気満タン秋田だwin
- 元気満タン秋田だwin2
- ごごはWIN'S
- ごくじょうラジオ 月曜 - 金曜 13:00 - 15:55[注 21]

平日夕方
- 箭内優 （2013年1月3日 - 2014年3月27日、木曜 18:00 - 18:10）
- カズに聞け!～中村和雄魂の人生相談～（水・木曜 18:00 - 18:10）

平日夜
- ジャズ・オブ・レイト[137]（木曜・0:25 - 0:55、DJ：原康之、1975年には放送）
- RADIO MAMBO JAMBO

金曜日
- 秋田YEGの俺たちに任せろ! （ - 2013年3月29日、金曜 12:20 - 12:45）

土曜日
- ラヂオ快晴・朝
- 出前民謡[138]（土曜 12:00 - 12:25、担当：丹内モモコ、1983年 - ?）
  - 当時の人気番組。生ワイド番組の1コーナーから独立。新春特番も放送[139]。後に「花ちゃんの民謡は日本一」としてリニューアル。
- ハローCQ！未来へ飛び出せ[140]（土曜22:00～22:30、担当：越前谷洋子、1993年10月8日 - ?) - アマチュア無線家向けの番組。
- 高橋美樹の あさBANG!（2004年4月 - 2007年3月31日）
- あさラテ（2011年10月15日 - 2019年9月28日）
- ヤスオとミナコのとんでるサタデイ
- ジャンボサタディ
- ミュージック・サプリ （ - 2013年12月28日、土曜 13:00 - 13:55）
- フルーツサタデー
- ラヂオ快晴・午後
- 土曜パーソナル （2014年1月4日 - 2014年3月29日、土曜 13:00 - 13:55）
- サテライト・アワー
- ワイワイワイド・サタデーリクエスト[136]
- 音楽情報局 土曜はキャベツクラブ（1989年4月15日 - 1997年10月4日）
- ホップ・ステップ・ジャズ（担当：菅原実アナ・武川あさみ、1984年には放送）[141]
- ラヂオ快晴午後のマキ
- ラジオ快晴GO!GO!のマキ（2004年4月 - 2020年3月 土曜 14:00 - 16:20）
- 大人のための週刊Radio
- No.5
- どちぇす（2014年10月4日 - 2016年3月26日 土曜 23:00 - 23:30）

日曜日
- 日曜のいろりばた（1979年には放送）[142]
- サンデーワイド・ミュージック～ヤスオとミナコのなま・なま歌謡曲～[136]
- くさたま音楽堂（ - 2013年3月31日、日曜 10:00 - 10:30）
- サンデーミュージックワイドラリー スタジオB
- 晴れのち晴れブラボーな日曜日
- サンデー電話リクエスト

その他
- 民謡学校（毎週金曜、20:00 - 21:00）[143][144]
- 明日の農村[145]
- 土に生きる[145]
- 農事メモ[145]
- 農家の憩い[145]
- ポップ・アンド・ワーズ（DJ：藤沢ルミ）[146]
- サテライトアワー（1963年12月 - ? 、日・火・木・土 14:00 - 14:30）[147][148]
- 夜のしじまに[149]
- ロッキンストリート七丁目
- ボス・サイド・ナウ
- おとな養成講座
- 播東和彦のLOVE LAND
- ズンチャカメキメキ145
- おしゃべり自由席[150]
- 120万人のいつでもラジオ
- ドクター窪田の男の性・女の性[151]
- これはkikiますビタミンラジオ
- 花咲けねんりん倶楽部
- サンデーワイド・ミュージック～ヤスオとミナコのなま・なま歌謡曲～[136]
- まっぴる御免！歌謡りくえすと[136]
- 大潟八郎のスーパーから八郎です
- ヨンボの音楽いろは塾
- アマチュアバンド倶楽部
- 依さんのIDOBATA歌謡曲[152]
- ハラハラハイスクール
- ラヂオ快晴原じるし
- 高校合格者発表（3月にTR秋田局、TO浅舞局、TE大館局の各放送局にてそれぞれの地域の合格者発表を放送）
- か・だ・ろ akita
- 上野泰夫のあの時君は若かった
- D'S choice 音選
- NCカード秋田いきいき歌謡ダイアリー
  - 楽旅情報局
- すこたま FACTORY
- まにあっく倶楽部
  - まにあっく倶楽部 A's
- おはようございますABSラジオです
- 冠婚葬祭エチケットメモ
- あべ十全のケイタイ川柳道場
- すこたま FACTORY HYPER （ - 2013年3月30日、土曜 12:00 - 12:30、 再放送 同日 21:00 - 21:30）
- まてマテ （ - 2013年3月31日、日曜 15:35 - 15:45）
- 桂三若の寄席場いいのに! （5:35 - 6:00、再放送 同日 17:30 - 17:55）
- ABSスポーツミュージアム（プロ野球ナイター開催時期）
- すこたまFACTORY NEXT[注 22]
- アナBoo!（2019年3月26日終了、最終火曜 16:35 - 16:40）
- CLAP RADIO（2019年3月30日終了）
- パイセン!～大学の歩き方～（2017年4月2日 - 2019年3月29日、金曜 23:15 - 23:30[注 23]）
- ケーマさんぽ
- あなたとABSラジオ
- 花ミチ～ただいま花嫁修業中!～（2018年1月 - 2019年3月、土曜 16:20 - 16:50）
- AKB48・チーム8　谷川聖の谷あり川ありラジオあり（2018年1月 - 2019年5月、日曜 23:00 - 23:30）
- 秋田ノーザンブレッツ One Heart! Go Forward!
- 渡部絢也の音の見えるラジオ - 2013年4月6日放送開始。過去には火曜 18:00 - 18:10に放送していた[27]
- Saturday Drivin' Muxic
- 協力隊のチカラジオ
- のんびリズム（日曜 10:15 - 10:40、2020年10月13日 - 2022年4月3日）
- 秋田ノーザンブレッツ One Heart!Go!Go Forward!（? - 2023年3月、木曜 18:10 - 18:20）
- 大好き!秋田の海（夏季放送） - 2015年シーズン、2016年シーズンは高田由香がMC。2017年シーズンは鴨下望美がMC。2018年シーズンは相場詩織がMC

## テレビ
- キー局・日本テレビの番組を中心として、自主制作番組も放送。秋田県内に系列局がないTBSテレビ・テレビ東京、加えて独立局・その他制作会社の番組も編成。
- 2024年の年間視聴率で12年連続三冠王を獲得[153]。
- 同一のタイトルで20年以上続くテレビ自社制作番組がない[154]。
- 放送時間は毎日24時間。月数回本社演奏所および大森山送信所のメンテナンスのため終夜放送休止を行っている。
- 中国・延辺電視台と提携を結んでいる[100]。

### 秋田放送とTBS
秋田県には、TBS系列のテレビ局が存在しない。そのTBS系列は、1960年代、民間放送のネットワークとして日本最大の世帯カバレッジ率（1960年代）を誇っていた。しかし、こと秋田県においては、他県に比してスピルオーバー効果の恩恵に浴しにくいという事情もあり、民放第1局目である秋田放送でのTBS系列の番組放送を通じて、秋田県ではTBS系列の番組の視聴が行われていたと考えられる。
特に、TBSが「民放の雄」とまで言われ人気番組を多く擁していた1965～85年（昭和40～50年代）には、「8時だョ!全員集合」（秋田放送ほか系列外番販実績なし）などの例外はあるにしろ、秋田放送でも一社提供番組を中心に、一定数のTBSの番組をネットしていた（下記の表を参照）。
1992年に、TBS系朝の番組のネットを打ち切ったあとも、ドラマを中心にTBS系番組の放送が続いたが、2000年代後半ころから、番組枠そのもの消滅（愛の劇場・パナソニックドラマシアターなど）が相次ぎ、秋田放送でのTBS系番組の放送は激減した。
2020年代に入ってからは、TVerのような配信プラットフォームの成長もあり、秋田県内でTBS系番組を視聴するハードルが格段に下がった。このようななかで、テレビ放送開始以来続いてきた、秋田放送がTBS系番組の放送を行うという役目は、終焉を迎えつつある。
- テレビ放送開始に際し、秋田放送がJNN加盟の意志を持っていたかどうかは不明である。山形放送がニッポン放送と業務提携したのと同時期に、秋田放送も文化放送と業務提携した記録[34][35]が残っていることからも、在京ラジオ局のなかでラジオ東京と特に関係が深かかったというわけではないと考えられる。なお、ラジオ東京テレビを中心としたJNNが結成される以前には、ラジオ東京テレビで放送されるニュース映画を秋田県内でも制作（16mmフィルム・1957年には1か月で800フィート分）していたという記録がある[161]。
- 2009年度時点では、買掛金の金額ベースでは、対TBSが600万円、対テレビ東京が約470万円でTBSが上回っていた[162]。しかし、2011年度では、対テレビ東京が約470万とかわらないものの対TBSは有価証券報告書内の買掛金明細では上位にランクされなくなった[163]。
- 2020年代にはいり、TBS系番組の放送は一層の減少傾向にある。これと並行して、2020年代に入り平日夕方の「ヨンチャンドラマシアター」が廃枠され、news every. 第0部のネットが開始されたように、日本テレビとの同時ネット枠が増加している。また、TBSテレビがキー局のなかで番組販売に積極的ではないことに加え、フジテレビ他のキー局が一括放送形式を採っているのに対し、TBSのネットワークセールス枠の番組の放送においては個別放送契約方式を採られていること[164]に留意する必要がある。
- 秋田放送を含む系列外への番組販売はTBSグロウディア（旧：TBSサービス）が担当しているとみられる。

| 制作局               | 1978年 4月第3週 | 1984年 4月第3週 | 1996年 4月第2週 | 2007年 4月第2週 | 2017年 4月第2週 | 2024年 4月第1週 |
| -------------------- | --------------- | --------------- | --------------- | --------------- | --------------- | --------------- |
| 日本テレビ（キー局） | 3818（51.5）    | 3406（43.8）    | 6400（76.5）    | 6471（64.2）    | 6774（67.1）    | 7897（78.3）    |
| TBS                  | 1097（14.2）    | 1535（19.8）    | 800（9.6）      | 543（5.4）      | 140（1.4）      | 115（1.1）      |
| テレビ朝日           | 1520（20.5）    | 1729（22.8）    | -               | -               | -               | -               |
| テレビ東京           | 103（1.4）      | 395（5.1）      | 321（3.8）      | 564（5.6）      | 339（3.4）      | 310（3.1）      |
| その他の局           | 874（11.8）     | 700（9.0）      | 60（0.7）       | 230（2.3）      | 9.6（1.0）      | 90（0.9）       |
| 自社制作             | 874（11.8）     | 700（9.0）      | 743（8.9）      | 686（6.8）      | 723（7.2）      | 748（7.4）      |
| その他の番組         | 874（11.8）     | 700（9.0）      | 40（0.5）       | 1586（15.7）    | 2008（19.9）    | 920（9.1）      |

秋田放送における民放テレビ系列別放送時間（1967年10月度単月）
| 制作局               | ネット時間            |
| -------------------- | --------------------- |
| 日本テレビ（キー局） | 40時間35分 （39.7%)   |
| TBS                  | 18時間35分 (18.2％）  |
| フジテレビ           | 15時間15分 （14.9%)   |
| テレビ朝日           | 10時間45分 （10.5％） |
| その他               | 17時間5分 （16.7%)    |

### テレビネットワーク・番組編成の変遷
- 1952年（昭和27年）4月〈ラジオ東北テレビ開局前〉- 正力松太郎による「日本テレビ放送網構想」に対し、秋田県議会定例会で 、「日本テレビ放送網株式会社秋田中継所設立についての意見書案」が提案、可決される[172]。しかしながら同構想はその後頓挫した。
- 1958年（昭和33年）
  - 当時のラジオ東北社員・鷲尾三郎がテレビ放送に先立って郵政省にテレビ番組基本編成表を提出。当時、郵政政務次官だった秋田2区選出・飯塚定輔の助力もあり、10日余りで認可される[23]。そして、3月にテレビ放送の予備免許が下りる[51]。
  - 4月 - 電電公社の第二次五カ年計画マイクロ回線整備計画により、秋田にいたるマイクロ回線のルートが、仙台～山形～秋田とすることが正式に決定。翌5月より中継局舎の建設開始[173]。
  - 8月以後 - ラジオ東京が8月に五社協定締結後、全国のテレビ放送開始を進めている民放各社に、ニュースネットワーク（後のJNN）に加盟するよう要請する手紙を送付[174]。ラジオ東北もこれを受け取ったと思われるが、回答は公的には残されていない。
- 1959年（昭和34年）
  - 当時、TBSと日本テレビが全国各地でネットワーク系列局獲得で争っていた。特に、4月10日の皇太子ご成婚パレードのテレビ中継を機に、TBSと日本テレビが、地方局のネットワーク形成を加速していくことになる[175]。
  - こうした状況のなか、日本テレビとTBSの両系列をネットしつつも[176]、1959年8月1日にJNNに加盟する方針を示した岩手県の岩手放送に対して、日本テレビは番組提供を打ち切りを通告[177]。開局前に編成を大きく入れ替えることとなった[176]。この日本テレビの姿勢は秋田放送を含む当時新たに開局を予定していたテレビ局のネットワーク選択に影響を与えた[178]とされる。また、この一件により、日本テレビとTBSの潜在的な緊張関係[179]が明白なものとなった。
  - 1959年末時点では、TBS系列が18局（青森放送を含む）に対し日本テレビ系列が12局（山陰放送を含む）であり、1960年開局組の秋田放送・山形放送・福井放送・宮崎放送がどちらの系列に加盟するかが焦点となっていた[179]。系列局数でTBSに比して劣勢であった日本テレビとしては、安定的な放送ネットワーク形成のため、1局でも多く加盟局を増やしたい状況であった。
  - 時期不明 ではあるが、この年に当時の武塙祐吉社長が、東京で開かれた「日本テレビを中心とする民放代表者の集まり」（原文ママ）に出席[180]し、翌年に日本テレビ系列局になったことからも、キー局の選択については順当に進んだものとみられる。
- 1960年（昭和35年）4月1日 テレビ放送開始。
  1. 当初は、「ラジオ東北テレビ」の名の通り、秋田県全域と弘前・青森・盛岡・酒田をも含むカバレッジを想定していた[181][182]（のちに秋田県内に縮小[183])。
  2. 秋田放送のほか、山形放送・福井放送のテレビ放送開始にあわせて組織された[60]、ニュースのネットワークとしての機能をもたず、あくまでも番組供給のネットワークとして組織されたNNNに加盟。JNNに相対するネットワークとして、ここで初めて日本テレビ系列の土台が完成した。
  3. 番組供給は、「一般番組が日本テレビ、フジテレビ、日本教育テレビ（NET、引用者注：現・テレビ朝日）など4つ[184]」（原文ママ）から受けると魁新報紙面での記述がある。また、ニュースは日本テレビを主体に共同テレビジョンニュース社（現：共同テレビジョン）からも一部を受けると定める。加えて、学校放送番組の関係で、日本教育テレビともネットワークを組む[185]。
  4. 日本テレビをキー局として選択した理由は、当時のテレビネットワークを取り巻く状況から、以下の二つの仮説が挙げられている。
    1. 上述の、東京～仙台～山形～秋田に到達する常用のマイクロ回線が当時は1本しかなく、端局である秋田は、山形放送（YBC）と同じ系列にならざるをえないため。  このマイクロ回線は、山形放送・ラジオ東北のテレビ放送開始に間に合うように新設されたものである[186]。電電公社のプランでは、民間テレビ放送1局のエリアでも、マイクロ回線は少なくとも2系統敷設するとしていた[187]が、テレビ放送のネットワークを決定する段階では、1系統のみだった。こうした秋田放送のテレビ回線事情に関して、当時の民放連技術部長・杉山一男は、四国放送が高知放送とおなじ系列にならざるを得ないことと同様の事情が秋田放送と山形放送にもあるとして、予備回線を使用しない限り、自由に番組の選択ができないことを憂慮する旨の発言[188]を行っていた。ただ、山形放送側の記録[189]では、山形放送が日本テレビを中心としたフリーネットを選択する際、同時期に開局する秋田放送テレビの事情を勘案したかどうかには言及がない。
    2. 当時スポーツ中継の人気が高かった日本テレビ系列を主体としたい意向が強かったため（巨人戦中継の事情を勘案した山梨放送が日本テレビ系列を選択した[190]のと似た理由といえる）。

  5. なお、二ュースのネット供給元として、日本テレビだけでなくフジテレビの名前もあがっている[184]。
- 1961年（昭和36年）8月5日 - 当時の電信電話公社が民放連に対し、カラーテレビ中継用マイクロ回線使用計画を回答。同計画により、マイクロ回線の終端である秋田でも、東京民放4社のなかから2社を選択、山形放送とは異なるキー局（例えばTBS）を選択できるような環境が整うが、秋田放送と山形放送は引き続き「同一番組をとる」こと（日本テレビをキー局とする、との意と思われる）になる[191]。
- 1966年（昭和41年）4月1日 - ニュース・ネットワークとしての機能を持ったNNN協定[192]が発効、加盟。
- 1967年（昭和42年）6月 - 民間放送教育協会（略称：民教協）に加盟。
- 1969年（昭和44年）10月1日 - フジテレビ系列局として秋田テレビ（AKT）が開局し、フジテレビの番組全般が移行（スポンサーの意向で遅れて移行した番組もあり）。同時にTBSやNETテレビの一部番組が移行。
- 1972年（昭和47年）6月14日 - この日発足したNNSに加盟。
- 1975年（昭和50年）3月31日 - 関西地区の腸捻転解消に伴い、朝日放送（ABC、現・朝日放送テレビ）制作の番組がTBS系列扱いからNETテレビ系列扱いに、毎日放送（MBS）制作の番組がNETテレビ系列扱いからTBS系列扱いにそれぞれ変更される。当時の秋田県にはどちらの系列局もなかったため、引き続き編成に応じて秋田テレビと共有した。
- 1979年（昭和54年）3月5日 - キー局の日本テレビでは『ズームイン!!朝!』を開始するが、ABSテレビではネット受けと中継参加をせず、代替としてTBS系『おはよう700』をネットを開始（開始日は未詳、少なくとも1979年11月の時点で放送は開始[193]）。「テレビのおばちゃま」[194]→「おはようこどもショー」以来、キー局・日本テレビ同時ネット枠だったが、TBS系朝の情報番組のネット開始となった。このことの背景として、ローカル局からの中継を番組の特色として打ち出すという姿勢に、人員配置やENGカメラ等機材上の問題などから、一部のローカル局から反発があった、ということがあげられる[195]。加えて、枠そのものはNNN協定での必須ネット枠ではなく[196]、いわゆる「編成の自主権」を行使した格好となった。
- 1987年（昭和62年）4月1日 - 秋田テレビがANNを脱退し、FNN・FNSフルネット化。これに伴い、テレビ朝日系のほとんどの番組が秋田テレビから秋田放送に移行（朝日放送・名古屋テレビ（NBN、現・メ～テレ）制作分を除く）。
- 1992年（平成4年）10月1日
  - 秋田朝日放送（AAB）開局により、民教協制作分以外のテレビ朝日の番組全般がAABへ移行。「モーニングショー」の同時ネットも終了。開局直前でのテレ朝系番組の編成割合は17.9%で、生放送およびプライム枠の番組を中心に日本テレビ系に入れ替えとなった他、一部はTBS・テレビ東京系番組にも入れ替えとなった[197]。
  - 同時に、1979年3月から13年7ヶ月間続いたTBS系朝の情報番組のネットおよび、中継参加から撤退（南海放送も同じ）[198]。これにより、TBSテレビとの系列外同時ネット枠が完全に消滅。以後、TBSとの定時同時ネット枠は存在しない。
- 1999年（平成11年）3月 - 日本テレビ系列の木曜19時台のローカル枠編成終了に伴い、「日立 世界ふしぎ発見！」が土曜12時に移動。
- 2000年代前半 - TBSからはドラマ、テレビ東京からはバラエティ番組を番組販売で放送という編成傾向が続く[103][104][199]。
- 2013年（平成25年）3月31日 - 福井放送（FBC）・四国放送（JRT）と同様、この日をもってTBSの『パナソニック ドラマシアター』の遅れネットを廃止。これにより、ゴールデン・プライム枠のTBS系列の番組の遅れネットが消滅し、ゴールデン・プライム枠の番組がすべて日本テレビ系列に統一される。
- 2015年（平成27年）8月29日 - 1997年に日本テレビからTBSに放映権が移行して以来、初めて「世界陸上」を遅れネット[200]。2025年現在、同番組の遅れネットはこの1回のみ。
- 2020年（令和2年）
  - 2020-21シーズン限りで冬の全国高校ラグビー中継全国大会関連番組のネットを離脱(秋田大会はTBS系と同じタイトルロゴ・テーマ曲で現在も放送中)。
  - 6月 - 『日立 世界・ふしぎ発見!』を打ち切り、深夜帯以外からTBS系バラエティ番組のレギュラーネットが消滅。
- 2022年（令和4年）4月4日 - TBS・テレビ東京系ドラマの集中遅れネット枠（ごくまれに日本テレビ系作品の再放送）として設定していた「ヨンチャン ドラマシアター」を廃止し、『news every.』16時台をネット開始（金曜のみ引き続き自社制作番組）。これによりABSではネットスポンサーのつかない他系列のドラマは原則放送されなくなった。
- 2023年ころまでは、秋田放送テレビでは土日の午後時間帯に、TBS「日曜劇場」以外の連続ドラマ（火曜ドラマ・木曜ドラマ・金曜ドラマ・スペシャルドラマ等）放送を行っていたが、2025年4月期はなし[201]。土日の午後の時間帯（枠名「土曜スペシャル」「サンデーナビ」）は、自社制作の特集番組などを放送している。

### チャンネル

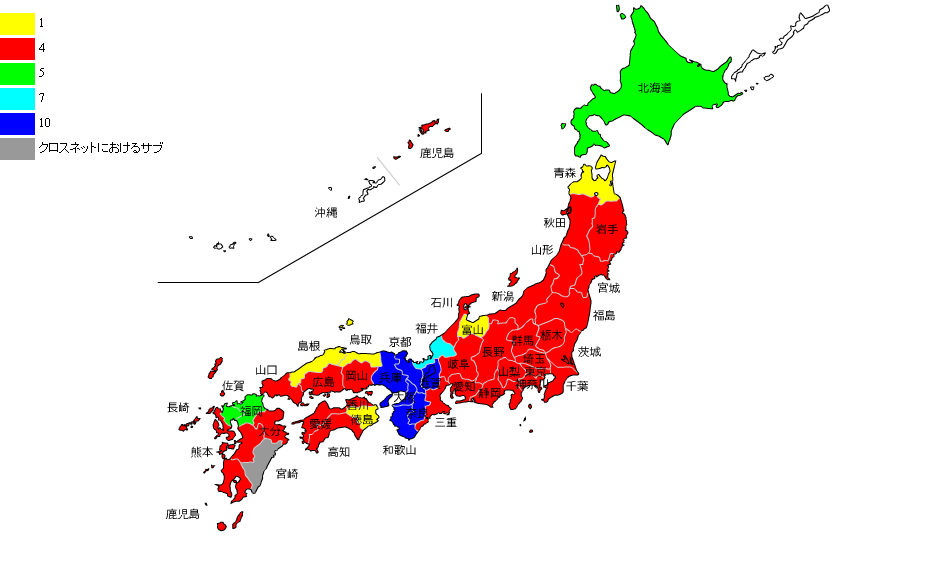
日本テレビ系列のリモコンキーID地図

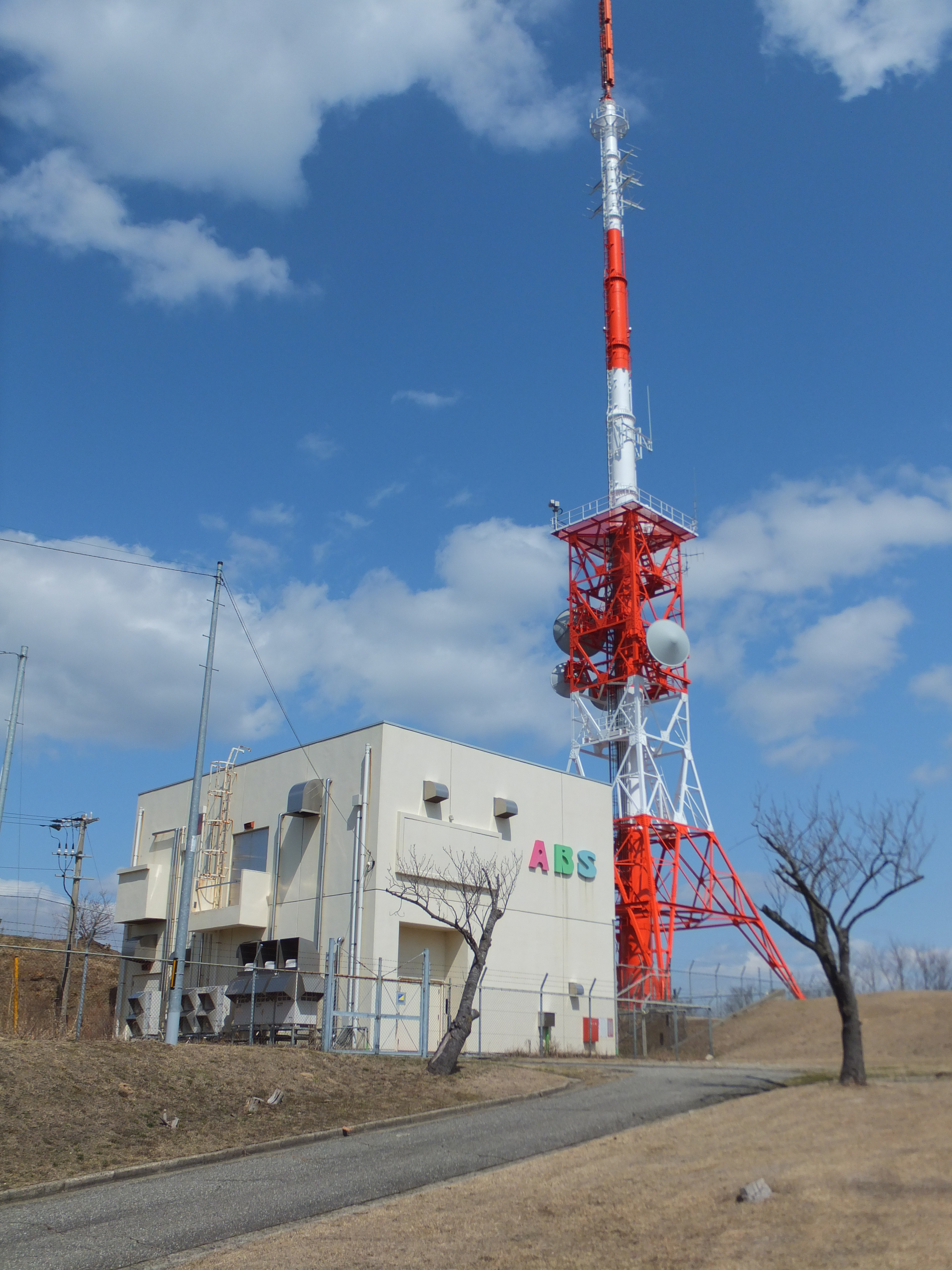
デジタルテレビ・FMラジオ送信塔（大森山）

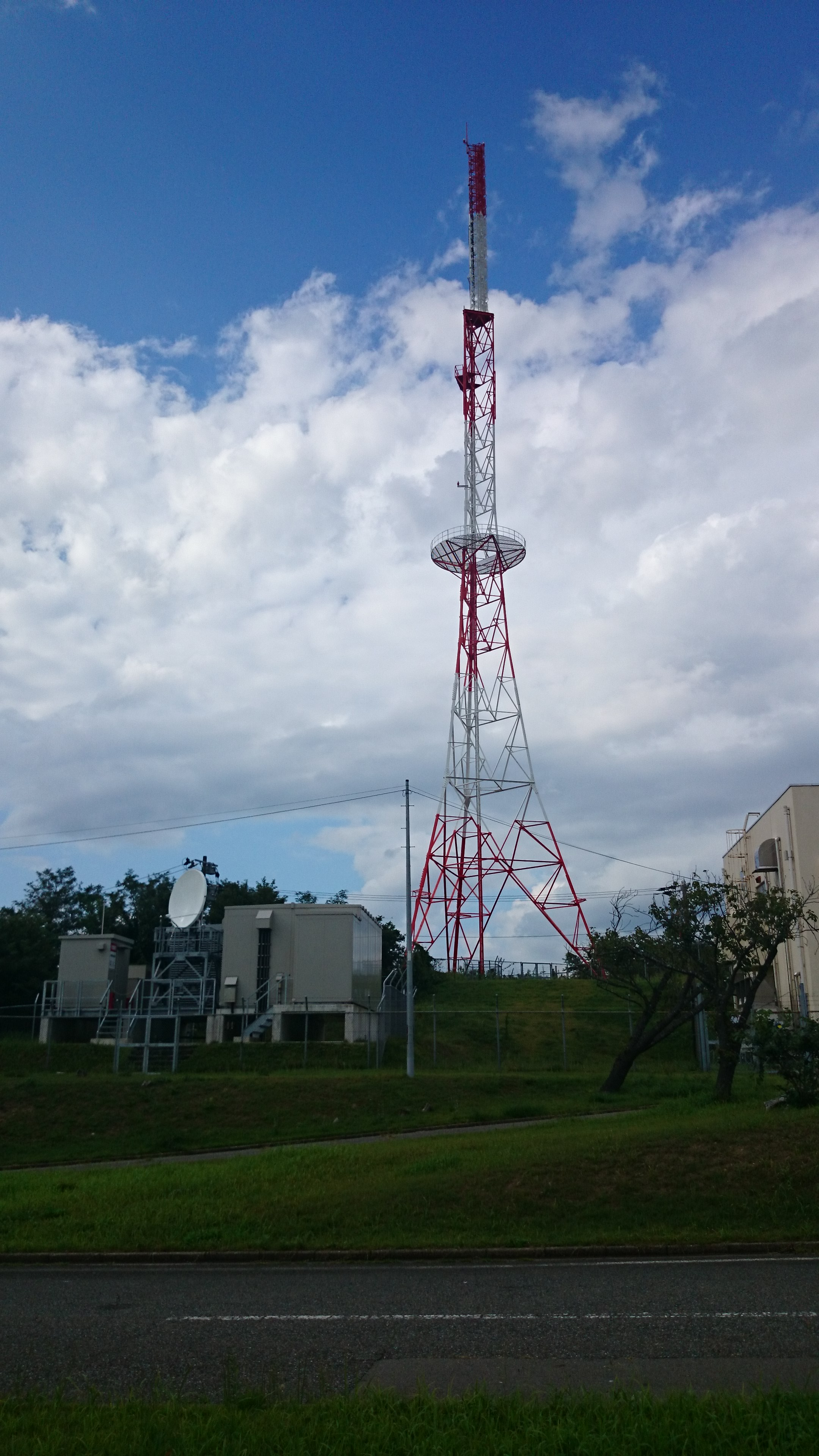
アナログテレビ送信塔（大森山）

#### デジタル放送
- 秋田県内カバー率：96％（約37万世帯）[202]
- 送信所
  - 大森山 35ch[注 24][204]（1.1 kW）
    - リモコンキーID：4
    - 呼出符号：JOTR-DTV
    - 呼出名称：あきたほうそうデジタルテレビジョン（2006年6月1日開始）
      - 秋田県内のテレビ局で唯一デジタル放送とアナログ放送の送信塔が別であった。
      - 放送開始・終了時やステーションID放送時では、表記・呼称共に「秋田放送テレビジョン」。
- 中継局[6]

| 送信所           | チャンネル | 出力   | 開始日         |
| ---------------- | ---------- | ------ | -------------- |
| 大館             | 17ch       | 10W    | 2006年10月1日  |
| 大曲             | 25ch       | 30W    | 2006年10月1日  |
| 能代             | 44ch       | 10W    | 2007年9月1日   |
| 鷹巣             | 26ch       | 10W    | 2007年9月1日   |
| 湯沢             | 18ch       | 2W     | 2007年10月1日  |
| 花輪             | 27ch       | 10W    | 2007年10月1日  |
| 本荘             | 45ch       | 1W     | 2007年11月1日  |
| 大森             | 29ch       | 500 mW | 2008年11月11日 |
| 森吉             | 36ch       | 300 mW | 2008年11月11日 |
| 森吉合川         | 49ch       | 1W     | 2008年11月11日 |
| 阿仁             | 27ch       | 300 mW | 2008年11月11日 |
| 東成瀬           | 41ch       | 300 mW | 2008年11月11日 |
| 八森             | 49ch       | 300 mW | 2008年11月11日 |
| 二ツ井           | 30ch       | 1W     | 2008年11月28日 |
| 矢島鳥海         | 38ch       | 1W     | 2008年11月28日 |
| 五城目           | 39ch       | 500 mW | 2008年12月19日 |
| 戸賀             | 28ch       | 50 mW  | 2008年12月19日 |
| 十二所           | 32ch       | 1W     | 2008年12月19日 |
| 山内             | 24ch       | 1W     | 2008年12月19日 |
| 田沢湖           | 32ch       | 300 mW | 2009年1月23日  |
| 角館             | 18ch       | 1W     | 2009年1月23日  |
| 西木             | 32ch       | 300 mW | 2009年1月23日  |
| 寒風山           | 30ch       | 3W     | 2009年2月27日  |
| 湯沢東           | 25ch       | 50 mW  | 2009年2月27日  |
| 本荘西目         | 30ch       | 300 mW | 2009年8月31日  |
| 象潟             | 45ch       | 3W     | 2009年9月18日  |
| 横堀秋ノ宮       | 38ch       | 300 mW | 2009年9月30日  |
| 院内             | 46ch       | 100 mW | 2009年9月30日  |
| 雄物川大沢       | 29ch       | 50 mW  | 2009年9月30日  |
| 鳥海             | 35ch       | 1W     | 2009年10月27日 |
| 大湯             | 38ch       | 1W     | 2009年10月27日 |
| 小坂濁川         | 19ch       | 50 mW  | 2009年10月27日 |
| 東由利           | 50ch       | 300 mW | 2009年11月30日 |
| 東由利黒渕       | 46ch       | 100 mW | 2009年11月30日 |
| 由利前郷         | 18ch       | 300 mW | 2009年11月30日 |
| 合川根田         | 28ch       | 100 mW | 2009年12月17日 |
| 比内             | 22ch       | 50 mW  | 2009年12月17日 |
| 小坂             | 38ch       | 300 mW | 2009年12月25日 |
| 本荘石沢         | 30ch       | 300 mW | 2009年12月25日 |
| 藤里柏毛         | 15ch       | 100 mW | 2009年12月25日 |
| 合川三木田       | 17ch       | 50 mW  | 2010年1月21日  |
| 湯瀬             | 39ch       | 10 mW  | 2010年1月21日  |
| 院内西           | 38ch       | 50 mW  | 2010年10月29日 |
| 仁賀保院内       | 45ch       | 10 mW  | 2010年10月29日 |
| 亀田             | 43ch       | 10 mW  | 2010年10月29日 |
| 伊岡             | 17ch       | 10 mW  | 2010年11月1日  |
| 井内             | 44ch       | 10 mW  | 2010年11月1日  |
| 平鹿馬鞍         | 40ch       | 10 mW  | 2010年11月20日 |
| 大館長走         | 25ch       | 10 mW  | 2010年12月1日  |
| 阿仁荒瀬         | 46ch       | 10 mW  | 2010年12月17日 |
| 男鹿安全寺       | 33ch       | 10 mW  | 2010年12月17日 |
| 五里合(いりあい) | 44ch       | 1.2 W  | 2011年12月1日  |

#### アナログ放送（2011年7月24日停波）

##### 親局
- 送信地：秋田市浜田字大森山、大森山公園内
- 本放送開始日： 1960年4月1日
- 秋田 11ch[注 25]
- 呼出符号：JOTR-TV（音声多重放送は…-TAM）
- 呼出名称：秋田放送テレビジョン
- 映像周波数：211.25 MHz
- 音声周波数：215.75 MHz
- 映像出力：D 5.0 kW（指向性あり）[205]
- 音声出力：1.25 kW
- アンテナ：地上高68m スーパーゲーン14段アンテナ[206]

中継局
- 角館 1ch
- 湯沢 1ch（垂直偏波）
- 大館 6ch（小田代山・垂直偏波）
- 本荘 10ch（垂直偏波）
- 花輪 10ch（水晶山・垂直偏波）
- 二ツ井 10ch
- 阿仁 10ch
- 雄勝院内 10ch
- 花矢 11ch（垂直偏波）
- 戸賀 12ch（垂直偏波）
- 田沢湖 12ch
- 雄勝横堀 12ch
- 比内 23ch/62ch（達子森）
- 能代 23ch（幟山）
- 本荘石沢 23ch
- 東由利 32ch
- 大森 32ch
- 大館十二所 40ch
- 由利 40ch
- 小坂 43ch
- 藤里粕毛　43ch
- 大館長走 44ch
- 大館賽の神 44ch
- 大曲伊岡 44ch
- 五城目 45ch
- 大曲 47ch（大平山）
- 森吉前田 48ch
- 東成瀬 48ch
- 合川根田 50ch
- 矢島鳥海 50ch
- 八森 54ch
- 山内 54ch
- 小坂濁川55ch
- 鹿角大湯 55ch
- 田代谷地の平 55ch
- 琴丘入通 56ch
- 仁賀保院内 56ch
- 鹿角湯瀬 57ch
- 合川三木田 57ch
- 西木 57ch
- 井川井内TV 57ch
- 男鹿安全寺 57ch
- （秋田）下浜羽川 57ch
- 岩城亀田 57ch
- 鳥海笹子 58ch
- 東由利鳥淵 58ch
- 雄物川大沢 58ch
- 平鹿馬鞍 58ch（垂直偏波）
- 東成瀬入道 58ch
- 森吉合川 59ch
- 本荘新山 59ch
- 横手愛宕山 59ch
- 阿仁荒瀬 60ch

### 放送中の番組
出典:

#### 自社制作番組

##### 報道
- ABS news every.（月 - 金曜 18:15 - 19:00）[注 26][注 27]
- ABS news every. + （土・日　時間不定、15 - 20分枠）
- さきがけABSニュース（随時）

##### ローカルワイド番組
- えび☆ステ （金曜 15:50 - 16:45）[注 28]

##### 情報番組
- 五郎が斬る!（日曜 7:00 - 7:15[注 29]・再放送：火曜 11:00 - 11:15）
- 知っトク 医療のつぼ（日曜 7:20 - 7:30・再放送：火曜 11:15 - 11:25[注 30]）
- ZIP!SUNDAY（日曜 11:40 - 11:50・再放送：日曜 25:25 - 25:35）[注 31][注 32]
- 高等学校入学試験 解答・解説（入学試験実施日（3月上旬）の夕方に放送

##### 広報番組
- あきたびじょんNEXT（第1土曜 17:25 - 17:30、秋田県総務部広報広聴課制作）
- こんにちは秋田市から（土曜 11:40 - 11:45、秋田市企画財政部広報広聴課製作）
- わがまち大好き秋田市長です。（第3日曜 11:40 - 11:55、手話放送）
- ヨンチャン広報室 （土曜 21:54 - 22:00、不定期）

##### 自己批評番組
- あなたとABSテレビ（広報番組）（月1回放送 日曜 7:15 - 7:20）[注 33]

##### スポーツ番組
- 秋田県少年野球大会（決勝のみ放送）[注 34]
- 高校ラグビー秋田県大会決勝戦
- 高校サッカー選手権大会秋田県大会決勝戦

##### インフォマーシャル
- chu→モク!（月 - 木曜 11:25 - 11:30）

##### ミニ番組
- 生活協同組合コープあきた&co-op共済 presents 快けつ!のどかちゃん（第1・3月曜 11:25 - 11:30、アド東北制作）
- Jewelry Days（月曜 21:57 - 22:00）
- YURIホールディングス presents Team UP! Cheer UP!!（第1・3火曜 21:54 - 22:00、アド東北制作）
- 秋田スズキ presents フロンティア（第2・4火曜 21:54 - 22:00）※北東北3県のRAB・ABS・TVIの3局ネット。
- PRIME HOUSE TV 「Enjoy! PRIME LIFE.」（第2・4木曜 21:54 - 22:00、アートシステム制作）[注 35]
- Masterpiece presents ファミリーナビ（第1・3土曜 9:25 - 9:30、アド東北制作）
- セーフティエブリディ（第2・4土曜 9:25 - 9:30）[注 36]
- ナイスpresents 旬菜きっちん（第1・3土曜 11:55 - 12:00）
- 秋田アグリサポート presents 畑は笑顔（第2・4土曜 11:55 - 12:00）
- 走快!CARすたいる（日曜 21:54 - 22:00〈不定期〉）[注 37]

#### 日本テレビ系列のブロックネット・遅れネット番組
- Oha!4 NEWS LIVE（月 - 金曜 5:20 - 5:50、日テレNEWS24（CS）制作）[注 38]
- 24時間テレビチャリティー・リポート（火曜 10:55 - 11:00）[注 39]
- 浜ちゃんが!（火曜 24:54 - 25:24、ytv制作）[注 40]
- それいけ!アンパンマン（水曜 10:55 - 11:25）[注 41]
- オードリーさん、ぜひ会ってほしい人がいるんです。（水曜 24:54 - 25:24、中京テレビ制作）
- 1×8いこうよ! （木曜 24:54 - 25:24、STV制作）[注 42]
- 光が死んだ夏（木曜 25:24 - 25:54）
- ドランク塚地のふらっと立ち食いそば（BS日テレ制作、金曜 10:55 - 11:25）
- 所さんの目がテン!（日曜 13:00 - 13:30）[注 43]

#### 他系列の番組
TBS系列
- 人生最高レストラン（土曜 24:55 - 25:25）
- 日曜劇場（日曜 12:00 - 12:55、現在は『19番目のカルテ』を放送中）
- 仙台国際ハーフマラソン（5月第2日曜 10:00 - 11:24、tbc制作）[注 44][注 45]

テレビ東京系列
- 昼めし旅 〜あなたのご飯見せてください!〜（月曜 10:55 - 11:25）[注 46]
- 怪獣8号（火曜 25:24 - 25:54）
- 世界を救う!ワンにゃフル物語〜芝と三毛と亀梨くん〜（土曜 9:30 - 10:25）
- ナゼそこ?（土曜 13:30 - 14:25）[注 47]
- 世界!ニッポン行きたい人応援団（日曜 15:00 - 15:55）[注 48]
- JAPANをスーツケースにつめ込んで!〜世界に日本をもってった～（日曜 16:00 - 16:55）

独立局
- いろはに千鳥（土曜 25:25 - 25:55、テレ玉制作）[注 49]

その他
- ガリレオX（月曜 10:25 - 10:55、ワック制作）[注 50]
- 内さまワールド（月曜 24:54 - 25:24）
- MUSIC B.B.JAPAN（月曜 25:24 - 25:54、Bracing Tune/arkmusic制作）
- ふわり愛（水曜 25:24 - 25:54、SHARE BASE制作、BSS幹事）[208]
- 日本のチカラ（日曜 6:30 - 7:00、民教協番組）
- 全東北民謡選手権大会（東北民放テレビ六社会（加盟局持ち回り制作））

### 過去に放送した番組

#### 自社制作番組（レギュラー番組）

##### 報道
- ワイドレーダーあきた[209]（1978年4月3日 - 1982年3月、月 - 金 18:00 - 18:30）
- ABSニュースワイド[210][211]（1982年4月 - ?、月 - 金 18:00 - 18:30）
- プラス1あきた
- Newsリアルタイムあきた
- 高校合格者発表

##### ローカルワイド番組
- ABSくらしのワイド[212]（1975年 - ?、火・金）
- ABSホットスタジオ～土曜の午後にちょっと～[213]（1986年4月 - ?、土 12:00 - 12:45）
- ABSワイドゆう
- ゆうドキっ!
- フラフリ
- 週刊エビス堂
- エビス堂☆金

##### インフォマーシャル番組
- こちらお茶の間情報局
- ABS耳より市場
- ABSズームアップ

##### 広報番組
- テレビ県民室
- あきたで◯◯暮らし～Good Life～
- あきったび
- 天気予報と農事メモ
- ABSあらかると
- あなたとABS
- 農家の窓[214]

##### 教育
- スギの子ひろば[215]（日曜 14:15 - 14:30）

##### 娯楽
- サッカーTVマガジンジョガドール
- ぼなぺてぃ。～召し上がれ!秋田のお菓子たち～
- 民謡おさらい道場[216][217][218]（1968年3月 - 1972年3月、土曜 12:30 - 13:00）
- ABSカラオケ歌謡大賞
- 民謡招待席
- TVマガジン
- 唄っこで勝ち抜きまショー[219]（？- 1972年12月）
- がけっぷちぇ～す
- 続 がけっぷちぇ～す
- ローソンPRESENTS 超神ネイガーVSホジナシ怪人
- ローソンPRESENTS 超神ネイガー ～あきた観光地大決戦～
- 超神ネイガー 勝ぢ抜ぎ大バトル!

##### ミニ番組
- 北都ふるさと浪漫～伝えたい未来遺産～
- 北都銀行Presents STAY GOLD!～秋田が青春だった頃～
- 支え合ういのち
- 青春あきた米印
- 美人を育てる秋田米応援団
- まこ社長のマイホームよろず話 TV版
- まこ社長のマイホームよろず話 TV版 2nd season
- まこ社長のマイホームよろず話 TV版 3rd season
- ポークランドグループ presents モモちゃんの桃豚クッキング!
- 秋田スバルpresents ACTIVE STYLE
- 秋田スバルpresents new story by FORESTER
- アクネス不動産Presents G-Color
- AdeB Presents 美子の3分ビューティー
- JEWELRY LIBRARY
- Jewelry Days
- それいけ!モモちゃん部長!
- JA葬祭 虹のホール presents life ～今の人生を支える大切な人の言葉～
- ひるべん
- MIRAIPO～未来に一歩近づくテレビ～

#### ネット番組

##### 日本テレビ系列（遅れ放送分）
- NNNあさ7時のニュース
- ワイドニュース (日本テレビ)
- ルックルックこんにちは（1992年9月までは、9:30 - 10:25の1時間遅れ短縮放送）
- アストロガンガー（水曜 17:00 - 17:30）[220]
- 白獅子仮面 [221]
- ミラクルジャイアンツ童夢くん
- シートン動物記
- キン肉マン
- あしたへフリーキック
- ルパン三世 (TV第2シリーズ) - ルパン三世 PART6（ルパン三世 (TV第1シリーズ)[222]、ルパン三世 PartIIIは同時ネット。それ以外は非ネット）
- 忍者戦士飛影
- 11PM（ - 1982年まで放送。山形放送も同時期に打ち切り。）
- 昆虫物語 みなしごハッチ（第3シリーズ）
- 六神合体ゴッドマーズ
- 魔法の妖精ペルシャ
- 魔法のスターマジカルエミ
- ハートカクテル
- ヨーヨーの猫つまみ
- ゲームセンターあらし
- 鉄腕アトム（第2期）
- 鉄人28号（アニメ版第2期）
- トランスフォーマーシリーズ
- ダーティペア
- ちいさなおばけアッチ・コッチ・ソッチ
- OH!たけし
- レオナルドにゅうす笑→赤信号のにゅうす笑→コラーッ!とんねるず
- ビバ!ジャイアンツ
- 驚異の世界
- 今夜は最高!→爆風スランプのお店
- 闘将!!拉〜男
- おとなの漫画BG4
- キャッツ・アイ
- オススメッ!
- ブカツの天使
- HUNTER×HUNTER[注 51]
- キャラオケ18番
- HiGH&LOW〜THE STORY OF S.W.O.R.D.〜（Season1 - Season2）
- AKBINGO!（2011年6月いっぱいで打ち切り）
- チカラウタ
- HEROES
- プリズン・ブレイク
- 住住
- 十字屋テレビショッピング[223]
- みんなのラグビー!（期間限定番組）
- APPI SKI Hot Session（テレビ岩手制作）
- ￥0TV!うた力の旅 （テレビ岩手制作）
- 笑顔TOえがお[224]（ミヤテレ制作）
- 久里千春のさわやかネットワーク - 白い国紀行 - 伊東四朗のOh!千客萬来 - ネットワーク・7（ミヤテレ制作）
- 花まる電家（ミヤテレ制作）
- なぜ〜魅知国（ミヤテレ制作）
- モバ☆スタ（ミヤテレ制作）
- スタイルe!（ミヤテレ制作）
- スーパーチャンプル（中京テレビ制作）
- カウントダウン・ドキュメント 秒ヨミ!（中京テレビ制作）
- フットンダ - ビックラコイタ箱 - 採用!フリップNEWS - この人に逢わせて喜ばせたい!逢喜利（中京テレビ制作）
- ゴリ夢中（中京テレビ制作）
- シティーハンター→シティーハンター2（ytv制作、"3"より同時ネット。）
- 遠くへ行きたい（ytv制作、不定期放送）
- グッと!地球便（ytv制作、途中打ち切り）
- 架空OL日記（ytv制作）
- LINEの答えあわせ〜男と女の勘違い〜（ytv制作）
- プリン・ス - プリン・ス2（日本海テレビ制作）
- メロjpでいこう! - ブランディア うれしいことふやそう! - Good Living - Girls TV! - Girls TV! feat.SUPER☆GiRLS - あいどりゅ☆ - めちゃフル! - きみだけTV - 賢者ファビウスの定理 - THE FACTORY TOKYO - ブレイク!（日本海テレビ制作）
- こうちゃんの簡単HAPPYレシピ（BS日テレ制作）
- ボウリング革命 P★League（BS日テレ制作、途中打ち切り）
- シキザクラ（中京テレビ制作）
- ＃っぽいウタ（途中打ち切り） - 愛のクイズウォーズ ガンバレプラネット（中京テレビ制作）
- EDENS ZERO - 薬屋のひとりごと[225]- ザ・ファブル - らんま1/2 - Aランクパーティを離脱した俺は、元教え子たちと迷宮深部を目指す。
- こんなところで裏切り飯[226]（中京テレビ制作）
- オー!マイゴッド!私だけの神様、教えます（途中打ち切り）

###### キー局の未ネット番組
- DAISUKI!（1996年9月26日と1997年1月4日のスペシャルのみ同時ネットで放送[227]）

###### TBS系列
| 制作         | 枠名等                                       | 番組名 | 放送時間 | ネット終了日など                   |
| ------------ | -------------------------------------------- | --- | --- | ---------------------------------- |
| TBS          | 朝の情報番組                                 | ヤング720 | 同時ネット | 1992年9月30日                      |
| TBS          | 朝の情報番組                                 | おはよう700 | 同時ネット | 1992年9月30日                      |
| TBS          | 朝の情報番組                                 | テレビ列島7時 | 同時ネット | 1992年9月30日                      |
| TBS          | 朝の情報番組                                 | 朝のホットライン | 同時ネット | 1992年9月30日                      |
| TBS          | 朝の情報番組                                 | THE WAVE | 同時ネット | 1992年9月30日                      |
| TBS          | 朝の情報番組                                 | ビッグモーニング | 同時ネット | 1992年9月30日                      |
| TBS          | 平日朝8時枠（15分）                          | 8時の空 | 同時ネット | 1992年9月30日                      |
| TBS          | 平日朝8時枠（15分）                          | ポーラテレビ小説 | 同時ネット | 1992年9月30日                      |
| TBS          | 平日朝8時枠（15分）                          | ときめき生情報810 | 同時ネット | 1992年9月30日                      |
| TBS          | 平日朝8時枠（15分）                          | じゃんけんキッズ | 同時ネット | 1992年9月30日                      |
| TBS          | マスターズ・トーナメント                     | | 同時ネット | 1992年9月30日                      |
| TBS          | 時事放談（第1期） 日曜放談                   | | |                                    |
| TBS          | 政府関係番組                                 | ふるさとニッポン | |                                    |
| TBS          | 政府関係番組                                 | キッチンパトロール | | NNN系列局ネットあり                |
| TBS          | 政府関係番組                                 | 生きる〜こころと健康 | 土曜 7:30 - 7:45 | NNN系列局ネットあり                |
| TBS          | 政府関係番組                                 | ビジネスズームアップ | | NNN系列局ネットあり                |
| TBS          | 政府関係番組                                 | 快適マイワーク | 土曜 7:00-7:15 | NNN系列局ネットあり                |
| TBS          | 政府関係番組                                 | パワートーク〜経済最前線〜 | |                                    |
| TBS          | 政府関係番組                                 | ふるさとニッポン | |                                    |
| TBS          | ロンちゃん健康情報                           | | |                                    |
| TBS          | みのりの風景                                 | | |                                    |
| TBS          | 笑顔がいちばん!                              | | |                                    |
| TBS          | ARIGA-10                                     | | |                                    |
| TBS          |                                              | そこが知りたい | 木曜 23:40 - | 途中                               |
| TBS          | 一社提供枠                                   | ロッテ歌のアルバム | 同時ネット |                                    |
| TBS          | 一社提供枠                                   | 料理天国 | 土曜18時 |                                    |
| TBS          | 一社提供枠                                   | チューボーですよ! | |                                    |
| TBS          | 一社提供枠                                   | 兼高かおる世界の旅 | |                                    |
| TBS          | 一社提供枠                                   | 浪漫紀行・地球の贈り物 | |                                    |
| TBS          | 一社提供枠                                   | 神々の詩 | |                                    |
| TBS          |                                              | 世界の結婚式 | | 途中                               |
| TBS          | 一社提供枠                                   | THE世界遺産 | | 2012年3月31日                      |
| TBS          | 一社提供枠                                   | 世界・ふしぎ発見! | | 2020年6月27日                      |
| TBS          | ヤンマーファミリーアワー                     | 飛べ!孫悟空 | |                                    |
| TBS          | ヤンマーファミリーアワー                     | ザ・チャンス! | | 途中                               |
| TBS          | ブラザーファミリーアワー                     | 人生ゲームハイ&ロー クイズ天国と地獄 | | 途中                               |
| TBS          | スター爆笑座                                 | | |                                    |
| TBS          | YKKアワー                                    | キックボクシング中継 | 金曜 18:00 - 18:30 →土曜 17:30 - 18:00 |                                    |
| TBS          | YKKファミリーアワー                          | クイズ100人に聞きました | 土曜 17:30 - 18:00 |                                    |
| TBS          |                                              | 欽ちゃんの週刊欽曜日 | 月曜 22:00 - 22:54 →土曜 16:00 - 16:54 |                                    |
| TBS          |                                              | DRAGON QUEST -ダイの大冒険- | 1993年頃に水曜 17:30 - 18:00に放送 |                                    |
| TBS          | 快傑熟女!心配ご無用                          | | |                                    |
| TBS          | しあわせ家族計画                             | | |                                    |
| TBS          | 放送開始時点では一社提供枠                   | ぴったし カン・カン | 30分枠時代は 月曜 19:00 - 19:30 40分枠時代は 土曜 12:00 - 12:40 |                                    |
| TBS          |                                              | COUNT DOWN TV | | 2012年3月29日                      |
| TBS          | 日曜18:30枠（腸捻転解消前の朝日放送制作）    | ふしぎなメルモ 好き! すき!! 魔女先生 | |                                    |
| TBS          | TBS系列 木曜18:00枠                          | エイトマン スーパージェッター | |                                    |
| TBS          | TBSテレビ系列火曜夜7時枠のアニメ             | 宇宙少年ソラン | |                                    |
| TBS          | TBS系列水曜19:30枠 （一社提供枠）            | トムとジェリー | |                                    |
| TBS          | TBSテレビ系列水曜夜7時台枠のアニメ           | スカイヤーズ5（カラー版） まんが世界昔ばなし | |                                    |
| TBS          | アニメサタデー630                            | 新幹線変形ロボ シンカリオン | |                                    |
| TBS          | ウルトラシリーズ                             | 『帰ってきたウルトラマン』から 『ウルトラマンタロウ』 | 月曜 18:00 - 18:30 |                                    |
| TBS          | ウルトラシリーズ                             | 『ウルトラマンレオ』 | 月曜 17:50 - 18:20 |                                    |
| TBS          | ウルトラシリーズ                             | ウルトラファイト | |                                    |
| TBS          | TBS木曜7時30分枠の連続ドラマ                 | ケンちゃんシリーズ | |                                    |
| TBS          | ナショナル劇場 →パナソニック・ドラマシアター | | 金曜 22:00 - 22:56 →金曜 22:00 - 22:55 →日曜 22:30 - 23:25 |                                    |
| TBS          | 不二家の時間                                 | パーマン オバケのQ太郎（1965年版） 怪物くん（第1期） サインはV 美しきチャレンジャー 美人はいかが〜 アニメドキュメント ミュンヘンへの道 モンシェリCoCo 新諸国物語 笛吹童子 がんばれ!兄ちゃん | |                                    |
| TBS          | 月曜8時枠の連続ドラマ                        | 確証 名もなき毒 刑事のまなざし 隠蔽捜査 | |                                    |
| TBS          | 火曜7時枠の連続ドラマ                        | おくさまは18歳 なんたって18歳! 赤い靴 (テレビドラマ) | |                                    |
| TBS          | 火曜8時枠の連続ドラマ                        | スチュワーデス物語 積木くずし 〜親と子の200日戦争〜 転校少女Y 不良少女とよばれて ママはアイドル! | |                                    |
| TBS          | 火曜10時枠の連続ドラマ                       | なるようになるさ。（シーズン2） マザー・ゲーム〜彼女たちの階級〜 逃げるは恥だが役に立つ あなたのことはそれほど 義母と娘のブルース おカネの切れ目が恋のはじまり 私の家政夫ナギサさん 持続可能な恋ですか?〜父と娘の結婚行進曲〜 | |                                    |
| TBS          | 水曜21時枠の連続ドラマ                       | 空に星があるように となりの芝生 IRIS-アイリス IRIS2-アイリス2:ラストジェネレーション | |                                    |
| TBS          | 水曜22時枠の連続ドラマ                       | それは、突然、嵐のように… | |                                    |
| TBS          | 木曜20時枠の連続ドラマ                       | | 日曜午後 |                                    |
| TBS          | 木曜21時台の連続ドラマ                       | HOTELシリーズ ホットマン 20歳の結婚 渡る世間は鬼ばかり | |                                    |
| TBS          | 木曜10時枠の連続ドラマ                       | H2〜君といた日々 女系家族 花嫁は厄年ッ!バツ彼 だいすき!! | |                                    |
| TBS          | 金曜21時枠の連続ドラマ                       | （第1期） ザ・ガードマン 24時間の男 シークレット部隊 →まごころ （第2期） 子供が見てるでしょ! →卒業 | （第1期）月曜 22:00 - 22:56 →月曜 22:00 - 22:55（第2期）土曜 16:00 - 16:55→日曜 12:00 - 12:55→水曜深夜。 |                                    |
| TBS          | 金曜22時枠の連続ドラマ                       | 金曜日の妻たちへII 男たちよ、元気かい〜 金曜日の妻たちへIII 恋におちて 金曜日には花を買って 大家族 青い鳥 わたしってブスだったの? 東京エレベーターガール 愛はどうだ 高校教師（1993年版） 高校教師（2003年版） ずっとあなたが好きだった 誰にも言えない 愛していると言ってくれ 人間・失格 Around40〜注文の多いオンナたち〜 流星の絆 夜行観覧車 SPEC〜警視庁公安部公安第五課 未詳事件特別対策係事件簿〜 TAKE FIVE〜俺たちは愛を盗めるか〜 クロコーチ なるようになるさ。（シーズン1） 大恋愛〜僕を忘れる君と アリスの棘 専業主婦探偵〜私はシャドウ 最愛 妻、小学生になる。 100万回 言えばよかった | - 2000年代後半～2023年- 平日午後、土日午後 - 長年、系列外ながら遅れ放送を行ってきたが、ヨンちゃんドラマシアター廃枠後は放送されなくなってきている。                                                                                |                                    |
| TBS          | 土曜20時台の連続ドラマ                       | 逃亡者 ROOKIES MR.BRAIN | |                                    |
| TBS          | 土曜9時枠の連続ドラマ                        | スクール☆ウォーズ 〜泣き虫先生の7年戦争〜 | |                                    |
| TBS          |                                              | ルージュの伝言 | 1時間の帯ドラマ枠で 2話連続放送 |                                    |
| TBS          | ドラマ23                                     | | 1時間の帯ドラマ枠で 2話連続放送 |                                    |
| TBS          | 愛の劇場                                     | | ABS発で送り出し |                                    |
| TBS          | ブラザー劇場                                 | | |                                    |
| TBS          | カネボウ木曜劇場                             | | 『カネボウドラマ劇場』に改題の上、 日曜 12:00 - 12:55 |                                    |
| TBS          | 芳村真理の編みませんか                       | | |                                    |
| TBS          | CROSS LINE ～アスリート×東北 みらいを創る～  | | |                                    |
| tbc          | tbc                                          | DANCING EXIT | |                                    |
| tbc          | tbc                                          | サンドのぼんやり〜ぬTV | |                                    |
| CBC          | CBC                                          | みかん絵日記 | |                                    |
| CBC          | CBC                                          | モンスターファーム〜円盤石の秘密〜 | |                                    |
| CBC          | CBC                                          | パチンコNOWTV | |                                    |
| CBC          | CBC                                          | ごごネタ! クックTV | | 2013年10月2日で打ち切り            |
| MBS          |                                              | 皇室アルバム | |                                    |
| MBS          | 仮面ライダーシリーズ                         | | |                                    |
| MBS          | MBS製作日曜11時枠                            | 地球ZIG ZAG 3丁目のタマ うちのタマ知りませんか? 3丁目のタマ うちのタマ知りませんか?（第2期） | |                                    |
| MBS          | 一社提供枠                                   | 音楽の旅はるか | |                                    |
| MBS          | MBS製作木曜20時枠                            | 世界まるごとHOWマッチ 世界まるごと2001年 敏感!エコノクエスト ご存知!平成一番人気 ダウトをさがせ! オレたちのオーレ! 爆裂!異種格闘技TV | 『ダウトをさがせ!!』まで3日遅れの土曜17時枠で放送、それ以降は水曜深夜で遅れ放送 | 途中で打ち切り                     |
| MBS          | MBS製作土曜18時枠                            | 新伍のワガママ大百科 3丁目のタマ うちのタマ知りませんか? （第1期）ムカムカパラダイス とんでぶーりん | | 料理天国（TBS)から継続してネット。 |
| MBS          | じゃりン子チエ                               | | |                                    |
| MBS          | 銀河漂流バイファム                           | | |                                    |
| MBS          |                                              | まんが日本昔ばなし | 第2、第3シリーズを放送 ※ただし、第3シリーズは途中から約1クール分のみの放送 第2シリーズは当初月曜 17:30 - 18:00 →95年4月から月曜 16:55 - 17:25 →後に月曜 15:55 - 16:25に移動 第3シリーズ<2006年6月 - 9月>も月曜 15:55 - 16:25に放送 |                                    |
| MBS          | MBS製作水曜19時枠                            | THE!おいしい番組 | |                                    |
| MBS          | MBS製作水曜19時枠                            | ダウンタウン・セブン | |                                    |
| MBS          | 水野真紀の魔法のレストラン※                  | | |                                    |
| MBS          | 毎日放送の深夜ドラマ枠                       | 荒川アンダー ザ ブリッジ | |                                    |
| MBS          | MBS製作日曜14時枠                            | 超時空シリーズ 超時空要塞マクロス 超時空世紀オーガス 超時空騎団サザンクロス | |                                    |
| MBS          |                                              | 全国高校ラグビー大会中継 | | 2020 - 21シーズン（第100回大会）   |
| ABC          | TBSテレビ系列土曜夜7時枠のアニメ             | ど根性ガエル（1972年版、ABC TV制作） はいからさんが通る | |                                    |
| BS-TBS制作   | BS-TBS制作                                   | 佐藤四姉妹 | |                                    |
| BS-TBS制作   | BS-TBS制作                                   | 吉田類の酒場放浪記 | | 2012年6月30日で打ち切り            |
| BS-TBS制作   | BS-TBS制作                                   | ご近所さんは世界から! | |                                    |
| 不定期ネット | 不定期ネット                                 | ドリフフェスティバル・全員集合ベスト100 | 1986年 - 1987年 土曜・日曜の日中に不定期放送 週によっては2時間枠で2回分連続放送 |                                    |
| 不定期ネット | 不定期ネット                                 | 加トちゃんケンちゃんごきげんテレビ | 1987年にスペシャル版を2回を2週連続放送 |                                    |
| 不定期ネット | 不定期ネット                                 | 思い出のベストテン | 1991年頃に平日の日中に不定期放送。 |                                    |
| 不定期ネット | 不定期ネット                                 | ぴったんこカン・カン | 秋田県関係の企画があったときのみの不定期ネット |                                    |

##### テレビ東京系列
- ビジネスマンニュース（6:30 - 6:45→1992年4月 - 9月は6:30 - 6:55　東北・北海道地区で唯一のネット局）
- 炎の闘球児 ドッジ弾平
- 月10万円で豊かに暮らせる町&村
- クイズところ変れば!?（途中打ち切り）
- モーターランド2（テレビ愛知制作）
- THE フィッシング（途中打ち切り）
- ファッション通信（途中打ち切り）
- 世界の料理ショー（途中、中断有）
- タイム・アイ'93
- 歌のこころ旅
- 漢方健康相談
- ご存知ステーション
- 素敵にこだわり
- もっと知りたいニッポン
- 新世紀歓談
- 三菱ダイヤモンドサッカー
- 佐々木信也のスポーツメイト
- プロ野球列伝〜不滅のヒーローたち〜
- ダイナミックサッカー（富士商会アワー、1980年代半ば〜1990年代半ば／秋〜春の金曜16時台に放送）
- 大竹まことのただいま!PCランド（1990年4月 - 1991年3月）
- 浅草橋ヤング洋品店→ASAYAN（途中打ち切り、末期半年間のみ放送）
- SKINOWシリーズ
- 千夜釣行
- 大江戸捜査網（土曜22:30～／第1シリーズ）
- 隠密・奥の細道
- あばれ八州御用旅
- 姫将軍大あばれ
- ゲンジ通信あげだま
- りぼん魔法少女シリーズ（姫ちゃんのリボン／赤ずきんチャチャ／ナースエンジェルりりかSOS／こどものおもちゃ）
- カウボーイビバップ
- 発明BOYカニパン／超発明BOYカニパン
- 宇宙海賊ミトの大冒険
- ビックリマン2000
- 甲虫王者ムシキング 森の民の伝説
- 元気爆発ガンバルガー
- 熱血最強ゴウザウラー
- キャッ党忍伝てやんでえ
- わんぱくダック夢冒険
- チップとデールの大作戦
- 桃太郎伝説 PEACHBOY LEGEND／PEACH COMMAND 新桃太郎伝説
- まんがことわざ事典（15分枠）
- まんがイソップ物語
- スピルバーグのアニメ タイニー・トゥーン
- スペースオズの冒険
- とっても!ラッキーマン
- 映画みたいな恋したい（途中打ち切り）
- SMAPの学園キッズ
- カユイトコ
- 特捜刑事マイアミ・バイス（2007年4月 - 5月／全8回で打ち切り）
- それぞれの断崖
- ハッピー 愛と感動の物語
- 大調査!! なるほど日本人（AKTでも放送）
- あっぱれ!日本一
- TVチャンピオン
- チャンピオンズ〜達人のワザが世界を救う〜（途中打ち切り）
- ペット大集合!ポチたま（途中打ち切り）
- Lドラ
- 経済ドキュメンタリードラマ ルビコンの決断
- ウイニング競馬（2011年6月で打ち切り）
- 記憶捜査〜新宿東署事件ファイル〜シリーズ
- 女と愛とミステリー
- モテキ
- まほろ駅前番外地
- みんな!エスパーだよ!
- オー・マイ・ジャンプ! 〜少年ジャンプが地球を救う〜（「ドラマ24」枠）
- ちょこっとイイコト 〜岡村ほんこん♥しあわせプロジェクト〜
- 家族になろう（よ）
- 逃亡者 おりん2
- 石川遼スペシャル RESPECT 〜ゴルフを愛する人々へ〜（2012年7月11日で打ち切り）
- 日経スペシャル カンブリア宮殿（2015年5月2日で打ち切り）
- NARUTO -ナルト- 疾風伝
- 居酒屋ふじ
- 妖怪ウォッチ→妖怪ウォッチ シャドウサイド→妖怪ウォッチ!
- チマタの噺
- 有吉ぃぃeeeee!そうだ!今からお前んチでゲームしない?
- 新幹線変形ロボ シンカリオンZ／シンカリオン チェンジ ザ ワールド
- チェンソーマン
- 剣勇伝説YAIBA（テレビ北海道制作）
- 乃木坂って、どこ?→乃木坂工事中（テレビ愛知制作、2021年6月30日で打ち切り）
- P-1ゴールドラッシュ／P-1 パチとも倶楽部（テレビ大阪制作)
- しまじろうのわお!（テレビせとうち制作、2022年9月26日で打ち切り）
- サンドナイツがプロ野球選手だけの居酒屋はじめました
- おかしな転生
- SPY×FAMILY
- ヤギと大悟
- ソレダメ!〜あなたの常識は非常識!?〜（2024年3月30日で打ち切り）
- 異世界ゆるり紀行 ～子育てしながら冒険者します～
- 男子ごはん[注 54]

##### テレビ朝日系列
| 放送枠                                               | 番組名 | 放送時間                                                          | 移行の有無                                                           |
| ---------------------------------------------------- | --- | ----------------------------------------------------------------- | -------------------------------------------------------------------- |
| テレビ朝日系列平日午前のワイドショー枠               | モーニングショー | 同時ネット                                                        | AABへ移行                                                            |
| テレビ朝日系列平日昼の情報番組枠                     | アフタヌーンショー この秋一番! なうNOWスタジオ布施明のグッDAY 欽ちゃんのどこまで笑うの?! 欽どこTV!! お昼のマイテレビ ホットライン110番 森田健作の熱血テレビ 女38歳気になるテレビ お昼の独占!女の60分 | 同時ネット                                                        |                                                                      |
|                                                      | あまから問答 |                                                                   |                                                                      |
|                                                      | おはよう!CNN |                                                                   |                                                                      |
|                                                      | 日曜洋画劇場 | 月曜深夜                                                          | AABで再開                                                            |
| 土曜ワイド劇場                                       | |                                                                   | AABに移行                                                            |
| テレビ朝日土曜夜8時枠時代劇                          | 暴れん坊将軍 PART Ⅲ - PART V 若大将天下ご免! 素浪人 花山大吉 |                                                                   | AABに移行                                                            |
| テレビ朝日火曜9時枠の連続ドラマ                      | 大忠臣蔵 荒野の素浪人 破れ傘刀舟悪人狩り |                                                                   |                                                                      |
| テレビ朝日日曜夜8時枠時代劇                          | 遠山の金さん捕物帳 |                                                                   |                                                                      |
| ナショナルゴールデン劇場                             | |                                                                   |                                                                      |
| テレビ朝日水曜22時枠刑事ドラマ                       | 特別機動捜査隊特捜最前線 |                                                                   |                                                                      |
| テレビ朝日木曜10時枠の連続ドラマ                     | 非情のライセンス |                                                                   |                                                                      |
| テレビ朝日日曜8時連続ドラマ                          | 西部警察シリーズ 私鉄沿線97分署 どうぶつ通り夢ランド 制作2部青春ドラマ班 ニュータウン仮分署シリーズ男の決断 ゴリラ・警視庁捜査第8班 ザ・刑事 代表取締役刑事 ララバイ刑事 真夏の刑事 | 月曜 22:00                                                        | AABに移行                                                            |
| テレビ朝日水曜21時枠刑事ドラマ                       | 大都会25時 ベイシティ刑事 はぐれ刑事純情派（1～4） さすらい刑事旅情編（I - IVまで） |                                                                   |                                                                      |
| ビートたけしのスポーツ大将（第2期・第3期）           | | 月曜 22:00 - 22:54土曜 16:00 - 16:54                              |                                                                      |
| テレビ朝日系列 火曜19:00枠                           | クイズおもしろTV ビデオあなたが主役 |                                                                   |                                                                      |
| 象印マホービン一社提供枠                             | 象印歌のタイトルマッチ 象印スターものまね大合戦 象印ヒット作戦 1!2!3! 象印ライバル対抗大合戦 象印クイズヒントでピント |                                                                   | AABで再開 （1988年9月で打ち切り）                                    |
|                                                      | ナイトライダー（途中で打ち切り） 新ナイトライダー2000 |                                                                   |                                                                      |
|                                                      | さんまのゴメンねわがままで |                                                                   |                                                                      |
| NET→テレビ朝日系列 水曜21時台                        | 欽ちゃんのどこまでやるの! 遊びにおいで〜Come on-a my House |                                                                   | 途中で打ち切り                                                       |
|                                                      | 徹子の部屋 |                                                                   | AABで再開1978年4月3日ネット開始1990年4月5日で打ち切り                |
|                                                      | カーグラフィックTV |                                                                   | AABで再開1991年9月で打ち切り                                         |
|                                                      | タモリ倶楽部 |                                                                   |                                                                      |
|                                                      | ワールドプロレスリング |                                                                   | AABに移行ただし、1986年10月 - 1987年3月まではAKTでリアルタイム放送） |
| 火曜スーパーワイド                                   | | 金曜スーパーワイド>のタイトルで金曜深夜に録画放送                 |                                                                      |
| 火曜ミステリー劇場                                   | | 金曜ミステリー劇場>のタイトルで金曜深夜に録画放送                 |                                                                      |
|                                                      | ベストヒットUSA |                                                                   |                                                                      |
| テレビ朝日系列日曜夕方6時台枠のアニメ                | 少年忍者風のフジ丸 |                                                                   |                                                                      |
| テレビ朝日系列月曜夜7時台枠のアニメ                  | 宇宙パトロールホッパ ハッスルパンチ 海賊王子 魔法使いサリー 魔法使いサリー（第2期） - ただし、全88話中66話までの放送 ひみつのアッコちゃん（第1作）（日曜日9:00から放送） 魔法のマコちゃん（1972年3月まで）（1972年4月 - 5月） さるとびエッちゃん 魔法使いチャッピー 魔女っ子メグちゃん バビル2世 アンデス少年ペペロの冒険 |                                                                   |                                                                      |
| NET系列 水曜19:30 - 20:00枠                          | アパッチ野球軍 デビルマン |                                                                   |                                                                      |
| NET系 土曜20時台前半                                 | 人造人間キカイダー キカイダー01 |                                                                   |                                                                      |
| NET系列 土曜20:30 - 20:55枠                          | ミクロイドS (1979年のテレビアニメ)☆ |                                                                   |                                                                      |
| テレビ朝日系列月曜夜7時台枠のアニメ                  | あさりちゃん クレヨンしんちゃん☆ |                                                                   |                                                                      |
| テレビ朝日系列 土曜19時台のアニメ                    | 聖闘士星矢 悪魔くん もーれつア太郎（第2期） きんぎょ注意報!（途中で打ち切り） |                                                                   |                                                                      |
| NET→テレビ朝日系列 土曜18:00 - 18:30                 | 超電磁ロボ コン・バトラーV |                                                                   |                                                                      |
| テレビ朝日月曜7時30分枠の連続ドラマ                  | 緊急指令10-4・10-10 どっこい大作 |                                                                   |                                                                      |
| テレビ朝日金曜7時30分枠の連続ドラマ                  | 愛の戦士レインボーマン |                                                                   |                                                                      |
|                                                      | スーパー戦隊シリーズ |                                                                   | AABに移行                                                            |
| テレビ朝日系列 金曜19:30 - 20:00                     | メタルヒーローシリーズ☆ がんばれ!!ロボコン |                                                                   |                                                                      |
| テレビ朝日系列金曜夜7時台枠のアニメ                  | キャンディ・キャンディ 花の子ルンルン 魔法少女ララベル ハロー!サンディベル\| |                                                                   |                                                                      |
| テレビ朝日系列火曜夜7時台枠のアニメ                  | 宇宙海賊キャプテンハーロック 怪物くん（第2期） サイボーグ009(第2期) 藤子不二雄ワイド 藤子不二雄ワールド ビリ犬とウルトラB ビリ犬ビリ犬なんでも商会 フクちゃん オヨネコぶーにゃん 夢戦士ウイングマン |                                                                   |                                                                      |
| テレビ朝日系 木曜19時台後半枠                        | エスパー魔美 チンプイ 21エモン |                                                                   |                                                                      |
| NET系列 → テレビ朝日系列 月曜 19:30 - 20:00          | 一休さん タイガーマスク二世 The・かぼちゃワイン アニメ80日間世界一周 |                                                                   |                                                                      |
| テレビ朝日系列 土曜19:30 - 19:58枠                   | おぼっちゃまくん |                                                                   |                                                                      |
| テレビ朝日 木曜19:00 - 19:20枠                       | つるピカハゲ丸くん ハーイあっこです クッキングパパ |                                                                   |                                                                      |
| テレビ朝日 月曜 - 金曜 18:50 - 19:00枠               | ガタピシ |                                                                   | （全話放送されず）                                                   |
| 政府提供番組                                         | 明日の経営戦略 | 日曜朝9:00                                                        |                                                                      |
|                                                      | 世界あの店この店 |                                                                   |                                                                      |
|                                                      | 世界の車窓から |                                                                   | AABに移行                                                            |
| メ～テレ                                             | 超力ロボ ガラット |                                                                   |                                                                      |
| 名古屋テレビ制作・テレビ朝日系列 土曜17:00 - 17:30   | 勇者エクスカイザー 太陽の勇者ファイバード 機動戦士ガンダム |                                                                   |                                                                      |
| ABC TV制作土曜朝のワイドショー☆                      | おはようワイド・土曜の朝に 土曜だエブリバディ! 桂三枝のにゅーすコロンブス 海江田万里のパワフルサタデー |                                                                   |                                                                      |
| 朝日放送・テレビ朝日金曜9時枠の連続ドラマ            | ザ・ハングマン |                                                                   |                                                                      |
|                                                      | 三枝の国盗りゲーム | AKTで放送した時期あり                                             |                                                                      |
|                                                      | 文珍なぞなぞランド |                                                                   |                                                                      |
|                                                      | パネルクイズ アタック25★ | 1987年の一時期                                                    |                                                                      |
|                                                      | グリム名作劇場 新グリム名作劇場 | ABC TV制作、本放送終了後、1990 - 1991年頃に平日 5:57 - 6:27に放送 |                                                                      |
| MBSテレビ制作土曜朝のワイドショー                    | ウィークエンドショー ウィークエンドモーニングショー 八木治郎ショー |                                                                   | 1975年3月31まで。                                                    |
|                                                      | 三宅裕司のおめざめマンボ |                                                                   |                                                                      |
| テレビ朝日系列土曜夜7時台枠のアニメ                  | おそ松くん1966年版、MBS制作、腸捻転時代） |                                                                   |                                                                      |
| 毎日放送制作・NET（テレビ朝日）系列 金曜19時台前半枠 | 変身忍者 嵐 ジャングル黒べえ |                                                                   |                                                                      |
| 毎日放送 水曜日19:30 - 20:00                         | ジャンボーグA |                                                                   |                                                                      |

#### フジテレビ系列
- ローン・レンジャー（フジテレビ版、毎週金曜18時15分～45分）[290]
- スター千一夜
- ズバリ!当てましょう（AKT開局後も1971年3月まで放送）
- キンカン素人民謡名人戦
- ザ・ヒットパレード
- 銭形平次 (大川橋蔵)
- 三匹の侍
- 忍者部隊月光[291]
- マグマ大使[292]
- 怪獣王子[293]
- 鉄腕アトム（モノクロ版）[294][295]
- W3[296]
- ジャングル大帝（1965年版）[297]
- 宇宙エース[298]
- ハリスの旋風[299]
- 遊星仮面 → ロボタン（第1作）[300]
- 忍風カムイ外伝[301]
- 銀座黒猫物語（カンテレ制作）

##### その他
- CD NEWS（チバテレ制作）
- 食べチャオ・イタリア
- ホテリアー（韓国ドラマ）
- パパ（韓国ドラマ）
- サンリオアニメ世界名作劇場[注 60]
- 照英にっぽん一人旅
- BOOMs→メッチャE!→CD NEWS→MU-GEN（チバテレ制作）
- 優希が行く!噂の優良店!!（パチ・スロ サイトセブンTV制作）
- Channel a（tvk制作）
- 岸朝子のNippon食遺産 第2章
- Traveler's Korean
- ibuki（TV BOX制作）
- 磁石のケータイハンター（tvk制作）
- 恋するアンカーウーマン（The WB局制作）
- こうちゃんの冷蔵庫にあるもので（IMAGICA TV制作）
- こうちゃんのデイリーキッチン（IMAGICA TV制作）
- ココがイチオシ!たびたび秋山さん
- 欽ちゃんのニッポン元気化計画（三重テレビ制作、不定期放送）
- タカラヅカ・カフェブレーク（TOKYO MX制作）※2013年3月27日をもって打ち切り
- ヤン坊マー坊天気予報
- 銀玉王（2014年6月28日をもって打ち切り）
- マメシバ一郎
- 猫侍
- ごちそうライフ → ごちそうライフ2 → ごちそうライフ3（チバテレ制作）※2020年3月26日をもって打ち切り
- キタキタ（めんこいテレビ制作。以前はAKTにて放送されていた）※2017年9月28日をもって打ち切り
- ラブ米 -WE LOVE RICE- → ラブ米 -WE LOVE RICE- 二期作
- また来てマチ子の、恋はもうたくさんよ（tvk・GYAO!共同制作）
- 白黒アンジャッシュ（チバテレ制作）※途中で打ち切り
- 北原コレクション（tvk制作）※2020年6月27日をもって打ち切り
- 鉄路の旅 始発駅から終着駅まで（鉄道チャンネル制作）
- のの湯（BS12 トゥエルビ制作）
- ローカリズム（スペースシャワーTV制作）
- Sonny Boy（松竹・マッドハウス制作）
- 内村さまぁ～ず → 内村さまぁ～ずSECOND
- Music B.B. （アークミュージック制作）[注 61]
- B.B.レアリティ(BracingTune/ark music制作)
- 没落予定の貴族だけど、暇だったから魔法を極めてみた

##### 民間放送教育協会制作
- 親の目・子の目[302]
- 神津善行の悠遊トーク - ともに生きる世界 - 街だより・人だより ― いきいき!夢キラリ
- 生きる×
- 発見!人間力
- 学びEye!
- 日本!食紀行

##### その他アニメ
- 新白雪姫伝説プリーティア
- よばれてとびでて!アクビちゃん
- ヤミと帽子と本の旅人
- ぽかぽか森のラスカル
- 鬼滅の刃[注 62]
- 転生したらスライムだった件（エイトビット制作）[注 63]

## 主な受賞歴
- ドキュメンタリーでは、モデル農村・大潟村で国の減反政策に翻弄された農民の姿を取材。[303][304]。

| 年号 | 大会名                       | 大分類                         | 小分類                                    | 成績                   | 受賞内容                                                                                  |
| ---- | ---------------------------- | ------------------------------ | ----------------------------------------- | ---------------------- | ----------------------------------------------------------------------------------------- |
| 1954 | 第2回民放祭番組コンクール    | SB（ステーションブレーク）の部 | SB（ステーションブレーク）の部            | 優秀                   | 繁田園 ※ほかに佳作5件                                                                     |
| 1955 | 第3回民放祭番組コンクール    | 商業文部門                     | SB                                        | 優秀                   | 秋田県緑化推進委員会                                                                      |
| 1956 | 第4回民放祭番組コンクール    | 報道活動の賞揚                 | 報道活動の賞揚                            | 優秀                   | 大羽鰮漁況告知放送                                                                        |
| 1957 | 第5回民放祭番組コンクール    | 報道活動の賞揚                 | 報道活動の賞揚                            | 最優秀                 | 「能代大火」速報と告知放送                                                                |
| 1958 | 第6回民放祭番組コンクール    | 番組部門                       | 邦楽                                      | 優秀                   | 民謡とともに「埋もれた民謡を訪ねて」 ※ほかに佳作1件                                       |
| 1959 | 第7回民放大会番組コンクール  | 商業文部門 (ラジオ)            | 商業文部門 (ラジオ)                       | プログラムコマーシャル | ユリカゴ・タクシー ※ ほかに佳作5件                                                        |
| 1960 | 第8回民放大会賞              | ラジオの部                     | 継続番組部門                              | 最優秀                 | 「録音風物詩                                                                              |
| 1962 | 第10回民放大会賞             | 番組部門                       | ラジオ娯楽                                | 優秀                   | ABCよろず芸談・座談会「秋田の岡本っ子」 ※ ほかに佳作９件                                  |
| 1965 | 第13回民放大会賞             | 番組活動賞揚部門               | テレビ・地方文化に貢献した番組活動        | 最優秀                 | 郷土の美術をたずねて                                                                      |
| 1966 | 第14回民放大会賞             | 番組部門                       | ラジオ聴取者参加                          | 最優秀                 | 若さを民謡で                                                                              |
| 1967 | 第15回民放大会賞             | 番組部門                       | ラジオディスク                            | 優秀                   | 私の民謡「ある民謡の唄い手の二十才の歩み」                                                |
| 1967 | 第15回民放大会賞             | 番組部門                       | ラジオディスク                            | 銀賞                   | 「お早ようラジオ・カーです」－おばことうたっこ－                                          |
| 1968 | 昭和42年度日本民間放送連盟賞 | 社会活動賞揚部門               | ラジオ番組活動                            | 銀賞                   | 秋田県農業の将来                                                                          |
| 1972 | 昭和47年日本民間放送連盟賞   | 優秀                           | テレビCM第1種（フィルム・スタジオCM）     | 優秀                   | テレビCM第1種（フィルム・スタジオCM）                                                     |
| 1974 | 昭和49年日本民間放送連盟賞   | CM部門                         | テレビCM第1種（フィルム・スタジオCM）     | 優秀                   | 秋田県緑化推進委員会                                                                      |
| 1977 | 昭和52年日本民間放送連盟賞   | CM部門                         | ラジオCM（第1種）30秒以内                 | 優秀                   | 栄太楼菓子舗                                                                              |
| 1978 | 第16回 ギャラクシー賞        | テレビ                         |                                           | 月間賞                 | NNNドキュメント'78 「死んだ米･大潟村騒動記」                                              |
| 1979 | 昭和54年日本民間放送連盟賞   | CM部門                         | ラジオCM（第1種）30秒以内                 | 優秀                   | 奥羽アサヒ販売“スニーカー”の30秒スポット・コマーシャル（30秒）                            |
| 1981 | 昭和56年日本民間放送連盟賞   | 番組                           | ラジオ娯楽                                | 優秀                   | バチ 二の糸50年                                                                           |
| 1981 | 昭和56年日本民間放送連盟賞   | CM部門                         | テレビCM（第1種）フィルム・VTR-CM15秒以内 | 優秀                   | ソニー“ラジカセ”の15秒スポット・コマーシャル（15秒）                                      |
| 1983 | 昭和58年日本民間放送連盟賞   | CM部門                         | ラジオCM（第1種）30秒以内                 | 優秀                   | ライオン“整髪料”の20秒スポット・コマーシャル（20秒）                                      |
| 1987 | 昭和62年日本民間放送連盟賞   | CM部門                         | ラジオCM（第1種）30秒以内                 | 優秀                   | 本田技研工業秋田汎用営業所 "除雪機・ホンダスノーラ"の30秒プログラム・コマーシャル（30秒） |
| 1987 | 第25回 ギャラクシー賞        | ラジオ                         |                                           | 選奨                   | 終戦の日特別番組ドキュメント「ホアガン1987～42年目の花岡事件」                            |
| 1988 | 昭和63年日本民間放送連盟賞   | 番組                           | ラジオ教養                                | 優秀                   | 終戦の日特別番組 ラジオドキュメント「ホアガン1987～42年目の花岡事件～」                   |
| 1989 | 平成元年日本民間放送連盟賞   | 番組                           | ラジオ教養                                | 優秀                   | 終戦の日特別番組「証言 上原 敏－1988」                                                    |
| 1990 | 平成2年日本民間放送連盟賞    | 番組                           | テレビ報道                                | 優秀                   | NNNドキュメント '89 俺たち米作り自由人 ～秋田県大潟村ヤミ米騒動記                         |
| 1990 | 第28回 ギャラクシー賞        | テレビ                         |                                           | 奨励賞                 | 風の骨～45年目の中国人強制連行事件                                                        |
| 1994 | 平成6年日本民間放送連盟賞    | 番組                           | ラジオ娯楽                                | 優秀                   | 銭湯シンポジウム 平成浮世風呂                                                             |
| 2000 | 平成12年日本民間放送連盟賞   | 番組                           | テレビ報道                                | 優秀                   | ＮＮＮドキュメント'99 リストラされた農民                                                  |
| 2001 | 平成13年日本民間放送連盟賞   | 番組                           | テレビ教養                                | 優秀                   | かんかねの村から ～過疎に生きる人々は、いま～                                             |
| 2008 | 第46回ギャラクシー賞         | ラジオ                         |                                           | 優秀賞                 | ABSラジオスペシャル 「熊谷先生の平和の鐘」                                                |
| 2010 | 第48回ギャラクシー賞         | テレビ                         |                                           | 大賞                   | NNNドキュメント'11「夢は刈られて 大潟村・モデル農村の40年」                               |
| 2011 | 平成23年日本民間放送連盟賞   | 番組                           | テレビ報道番組                            | 優秀                   | NNNドキュメント'11「夢は刈られて 大潟村・モデル農村の40年」                               |
| 2016 | 平成28年日本民間放送連盟賞   | 番組                           | ラジオ報道番組                            | 優秀                   | ～戦後70年に鳴り響く～熊谷先生の平和の鐘                                                  |
| 2017 | 平成29年日本民間放送連盟賞   | 番組                           | ラジオ生ワイド番組                        | 優秀                   | 「歌謡曲ふれあい電話リクエスト」30周年記念二夜連続生放送スペシャル                        |
| 2023 | 第61回ギャラクシー賞         | テレビ                         |                                           |                        | 幾月夜纏ひて 羽後町・西馬音内の盆踊                                                       |
| 2024 | 2024年日本民間放送連盟賞     | 番組                           | ラジオエンターテインメント                | 優秀                   | ABS開局70周年特別番組 花子の、はなみち。                                                  |

## アナウンサー
| 性別 | 氏名       | 入社年度          | 前職等                                                                                |
| ---- | ---------- | ----------------- | ------------------------------------------------------------------------------------- |
| 男性 | 賀内隆弘   | 1987年            | 山形放送より移籍                                                                      |
| 男性 | 井関裕貴   | 1991年 2005年復帰 | アナウンス部長 1998年から2005年まで出身地・愛媛県のあいテレビに在籍                   |
| 男性 | 田村修     | 1997年            | 第38回NNSアナウンス大賞・ラジオ部門大賞第50回JRN・JNNアノンシスト賞 CM部門 優秀賞受賞 |
| 男性 | 廣田裕司   | 2007年            |                                                                                       |
| 男性 | 藤田裕太郎 | 2019年            |                                                                                       |
| 男性 | 柴田光太郎 | 2023年            | 岩手めんこいテレビから移籍。第50回JRN・JNNアノンシスト賞 CM部門 優秀賞受賞            |
| 女性 | 酒井茉耶   | 2006年            | 第46回NNSアナウンス大賞ラジオ部門大賞受賞他                                           |
| 女性 | 関向良子   | 2014年            | 第50回JRN・JNNアノンシスト賞 CM部門 優秀賞受賞                                        |
| 女性 | 鴨下望美   | 2016年            | 第38回NNSアナウンス大賞東北ブロック優秀賞受賞                                         |
| 女性 | 秋山陽南   | 2024年            |                                                                                       |
| 女性 | 関円花     | 2024年            |                                                                                       |

### 過去のアナウンサー（異動・退職）
●は故人。
| 性別 | 氏名                     | 在籍期間                | 備考 |
| ---- | ------------------------ | ----------------------- | --- |
| 男性 | 安斉良勝                 |                         | |
| 男性 | 上野泰夫                 | 1971年 - 2008年2月      | 退職 |
| 男性 | 大坂谷邦雄               | 1965年                  | 後にアナウンス部長、ラジオ局次長、ラジオ放送部長                                                           |
| 男性 | 大村清                   | 1970年                  | 1971 - 1978年：ラジオ・オーストラリア 日本語放送在籍。                                                     |
| 男性 | 鎌田昭一●                |                         | |
| 男性 | 神谷拓夫                 | 1970年                  | |
| 男性 | 神永光                   |                         | |
| 男性 | 児玉光雄                 |                         | 報道局アナウンス部長（1970年 - 1973年）、制作局アナウンス部専門部長                                        |
| 男性 | 佐藤春雄                 | 1971年                  | |
| 男性 | 清家康広                 | 2009年 - 2013年12月     | 現：くまもと県民テレビアナウンサー                                                                         |
| 男性 | 柴田治彦                 |                         | |
| 男性 | 中本公                   | 1953年～？              | ラジオ東北アナウンサー1期生。 アナウンス職、ラジオドラマの脚本・出演 演出他プロデューサー業も兼務。        |
| 男性 | 中嶋真光                 |                         | 報道局アナウンス部長（1985年）                                                                             |
| 男性 | 藤尾隆造●                |                         | アナウンス課。死去                                                                                         |
| 男性 | 菅原実                   | 1980年 - 2022年6月      | 後にアナウンス部長、東京支社業務部長、取締役、常務取締役                                                   |
| 男性 | 松浦大悟                 | 1992年 - 2006年12月21日 | 元参議院議員                                                                                               |
| 男性 | 加藤隆弘                 | 1999年                  | 現：県北支局                                                                                               |
| 男性 | 松本龍                   | 2000年 - 2005年3月      | 現：KHB東日本放送アナウンサー                                                                              |
| 男性 | 柳沼慎一                 | 1972年                  | 2009年3月～ 総務局長（後に役員待遇） 2012年3月～ 常務取締役経営推進局長 2012年6月～ 専務取締役経営推進局長 |
| 男性 | 依本悟                   | 1965年 - 2002年         | |
| 男性 | 新谷賢太郎               | 2014年 - 2018年6月      | |
| 男性 | 田村誉主在               | 2019年 - 2024年9月      | |
| 女性 | 森下勢津子               | 1967年 - 2006年3月      | 定年退職                                                                                                   |
| 女性 | 中村峰子                 | 1970年                  | |
| 女性 | 藤井茂子                 | 1970年                  | |
| 女性 | 宮田節子                 | 1970年                  | |
| 女性 | 五島誓子                 | 1970年                  | |
| 女性 | 鯨岡百子                 |                         | |
| 女性 | 進藤敬子                 | 1976年                  | |
| 女性 | 原志保                   | 1993年 - 2001年3月      | 現：メディア・スタッフ所属                                                                                 |
| 女性 | 豊田淳子                 | 1990年 - 2001年         | |
| 女性 | 太田真希                 | 1995年 - 1999年3月      | 元：オレガ所属                                                                                             |
| 女性 | 村野涼子                 | 1995年 - 2000年         | 2004年11月23日現在エムスタ・ナレータープロダクション所属。 「村野ひな」名で活動。→一般人                   |
| 女性 | 柳本雪絵                 | 1997年 - 2001年9月      | 圭三プロダクション所属（秋田放送パーソナリティ）                                                           |
| 女性 | 石川恵美                 | 1999年 - 2001年3月      | |
| 女性 | 遠藤里沙                 | 2001年 - 2004年8月31日  | →元文化放送アナウンサー                                                                                    |
| 女性 | 鍋倉美保                 | 2001年 - 2005年10月     | 現：フリーアナウンサー（ひらがな表記）                                                                     |
| 女性 | 小林美紀                 | 2001年 - 2006年3月      | 現：FIRST AGENT所属                                                                                        |
| 女性 | 高橋美樹                 | 2001年 - 2007年3月      | 元圭三プロダクション                                                                                       |
| 女性 | 菅原真寿美               | 1969年 - 2007年3月      | 後にテレビ編成業務部→定年退職                                                                              |
| 女性 | 伊藤綾子                 | 2003年 - 2007年9月      | 元セント・フォース                                                                                         |
| 女性 | 物袋綾子                 | 2005年 - 2009年3月      | 元岩手めんこいテレビ                                                                                       |
| 女性 | 中村峯子                 |                         | 後にテレビ編成業務部                                                                                       |
| 女性 | 山後美奈子               |                         | 後にラジオ放送部、テレビ営業部                                                                             |
| 女性 | 塩田睦子                 | 1974年                  | |
| 女性 | 丹内モモコ               | 1968年 - 2008年12月     | →アナウンス部→ラジオ放送部ディレクター・パーソナリティ 現：松浦大悟参議院議員秋田事務所スタッフ            |
| 女性 | 茜谷幸子                 | 1980年 - 2009年2月      | 後に総務部                                                                                                 |
| 女性 | 今野節子                 | 1989年 - 2005年         | |
| 女性 | 尾崎朋美                 | 2007年 - 2010年3月      | 現：キャスト・プラス所属ウェザーマップ気象予報士                                                           |
| 女性 | 石井綾子                 | 2006年 - 2010年12月31日 | |
| 女性 | 吉村優                   | 2009年 - 2012年12月31日 | 現：キャスト・プラス所属TBSニュースバードキャスター 元NHK大津放送局契約キャスター                          |
| 女性 | 松井梨絵子               | 2003年 - 2013年9月30日  | |
| 女性 | 椿田恵理子               | 2010年 - 2018年         | 元秋田朝日放送アナウンサー・記者・ディレクター                                                             |
| 女性 | 八重樫葵                 | 2011年 - 2018年3月31日  | フリー→福島テレビ                                                                                          |
| 女性 | 佐藤美知子               | 1974年 - 2018年3月31日  | 現：フリーアナウンサー（ひらがな表記）                                                                     |
| 女性 | 幸坂理加                 | 2011年 - 2019年3月16日  | →FIRST AGENT                                                                                               |
| 女性 | ウーデンジェニファー里沙 | 2018年 - 2021年3月31日  | →テレビ大阪                                                                                                |
| 女性 | 佐藤有希                 | 2013年 - 2022年5月      | 元ニチエンプロダクション 元NHK青森放送局契約キャスター                                                     |
| 女性 | 竹本多佳良               | 2018年 - 2023年3月31日  | →NHK奈良放送局契約キャスター→「竹本たから」に改名し、舞夢プロ所属のフリーアナウンサー                      |
| 女性 | 林さくら                 | 2018年 - 2023年10月31日 | 東海テレビのニュースに出演。                                                                               |
| 女性 | 太田英梨花               | 2019年 - 2025年4月30日  | 現在、宮城でフリーアナウンサーとして活動                                                                   |

## スタジオ

### テレビ

#### 中通社屋
スタジオは1か所に集約されるが、一般的な汎用スタジオとして使用する2層吹き抜けのフロア横に、報道番組での使用を念頭に置いた1層のスペースが設けられている。これによって、夕方ニュースのセットは常設扱いとなり、通常放送時以外にも使用可能。なお、スタジオとしては1か所となるため副調整室も1か所となる。
- テレビスタジオ

ABS news every.、えび☆ステ等　ほとんどの番組が使用可能
- 報道フロア

遮音板も兼ねたセットが常設。定時ニュースや緊急時の顔出しで使用。
スタジオ照明機器等納入：東芝ライテック
スタジオサブシステム・コンパクトOTCシステム納入：パナソニックシステムソリューションズ

#### 山王旧社屋
どちらも、1階内に隣同士の別部屋になっていた。報道フロアは専用の副調整室を持たず、主調整室の手動送出卓から送出されていた。
- Aスタジオ：情報番組や県政番組などを中心に使われていた汎用スタジオ。
- Nスタジオ：ABS news every.などニュース中心の小規模スタジオ。
- 報道フロア：本館一階の報道フロア内に設置されていた簡易的なオープンスタジオ。

### ラジオ

#### 中通社屋
二階、秋田駅寄りに並んで設置
- 第1スタジオ

おもに「花ちゃんの民謡は日本一」などの録音系
- 第2スタジオ

主に「さきがけニュース」などの報道関連
- 第3スタジオ

あさ彩りワイド秋田便、エキマイクなど

#### 山王旧社屋
- 第1スタジオ：一番広いスタジオ。公開型の番組などで使用。
- 第2スタジオ：録音、さきがけABSニュースなどで使用。
- 第3スタジオ：『ごくじょうラジオ』、『あさ採りワイド秋田便』など、情報番組に使われていた。

#### サテライトスタジオ
- スタジオなかいち：エリアなかいち内にある、オープンスタジオ。　エフエム秋田と曜日別に使用している。ごくじょうラジオなどの一部の番組で使用されていた。
- 協働社サテライトスタジオ：協働社ビル内に設置。1960年代放送のラジオ番組「サテライトアワー」にて使用されていた[147][324]。

## 情報カメラ
- 大森山（デジタル送信所鉄塔）
- 秋田駅前（新社屋）
- 秋田空港
- 秋田港

## イベント・事業
- ABSまつり…2010年から。毎年9～10月に開催（2020・2021年は休止）。飲食ブース、芸人のステージ、ABSのアナウンサーによるイベントなどが行われる[325][326][327][328]。
- 私立恵比寿中学秋田分校（2015年～）

## 地域ニュースの動画配信
- 昼ニュース（NNNストレイトニュース内ローカル枠）と夕方ニュース（ABS news every）で放送したものなどを中心に、日テレNEWS NNN のサイト内秋田放送のページにて、テキストと動画で毎日配信。

## 社史・広報誌
- 社史：公式には創業以来一度も刊行していない（2025年現在）[329]。
- PR誌：月刊ラジオ東北[330]→月刊秋田放送[331]、ABS広告シリーズ（2025年現在は不明）
- 調査・研究誌：ABSレポート[331]（2025年現在は不明）

## 広報

### コーポレートメッセージ
- もっと秋田が好きになる。[332]（2015年頃～現在）：キャンペーンソング「この街がふるさと」（ケースケ＆マサ）も制作、使用された[333]。

### マスコットキャラクター
- ヨンチャン広報部長：頭に秋田放送のリモコンキーID「4」があることが特徴。

## 関連会社
- 秋田魁新報社…秋田放送（創立当初はラジオ東北）の主たる出資者。

### 過去の関連会社
- ラジオ東北テレビサービス[334]→秋田放送サービス[335]（子会社）- 現在は解散。
- なお、隣県のエリア内民放第1局には制作等を請け負う関連会社がある（YBC：東北映音、IBC：総合企画新和、RAB：RABサービス）が、秋田放送にはない。

### 過去に出資した経歴のある会社
出典
- 秋田ケーブルテレビ[341]
- 日本エアーサービス（旅行代理店）
- 秋田テレメッセージ（ポケットベル事業、資本参加）
- エフエム秋田
- 日本テレビ放送網
- 電通
- ビーエス日本
- 秋田空港ターミナルビル
- WOWOW
- バップ
- 秋田ふるさと村
- 秋田魁新報社
- 秋田銀行
- 大館能代空港ターミナルビル
- 秋田観光開発
- 東北電力
- サキガケアドバ
- フィディアホールディングス
- ルーラル大潟
- 仙台カントリークラブ
- 秋田椿台カントリークラブ
- アートシステム
- 大平山総合開発
- 秋田・ピー・シー・エー

## 不祥事・放送事故等
- 2008年11月6日 - ABSラジオにて、誤って緊急地震速報が流れる事故が発生[342]。
- 2013年3月4日 - 前々日（3月2日）に脱線し、その後運行を再開した秋田新幹線を撮影するために報道部の記者が大仙市内にて線路に近づいたことにより試運転中の新型電車（E6系）を緊急停車させる事態が起きた[343]。
- 2020年5月8日 - 「ABSお天気情報」にて、システムトラブルにより、誤った情報を放送[344]。
- 2025年7月11日 - ABSテレビにて、午前8～10時台に断続的に複数回にわたりCMが放送できなくなる事態が発生[345]。